# قائمة إصدارات الطوابع البريدية في الفجيرة
أدارت المملكة المتحدة العلاقات الخارجية لإمارات الساحل المتصالح نتيجة لمعاهدة «الاتفاقية الحصرية» لعام 1892، بما في ذلك إدارة البريد والبرق - حيث تكن هذه الإمارات منتمية للاتحاد البريدي العالمي. افتتحت حكومة الهند أول مكتب بريد في دبي في عام 1941. وفي عام 1948، وتولت إدارته وتشغيله الوكالات البريدية البريطانية في شرق شبه الجزيرة العربية، وهي شركة تابعة لمكتب البريد العام. كانت الطوابع في ذلك الوقت عبارة عن طوابع بريطانية مقابل رسوم إضافية بقيمة الروبية، حتى عام 1959، حيث أصدرت مجموعة من طوابع بريدية تحمل اسم «الإمارات المتصالحة» من دبي.
في عام 1963، تنازلت المملكة المتحدة عن مسؤوليتها عن الأنظمة البريدية في الإمارات المتصالحة إلى حكام الإمارات المتصالحة. لذا أصدرت إمارة الفجيرة أول طوابعها البريدية في سنة 1964.
هذه قائمة إصدارات الطوابع البريدية في إمارة الفجيرة:

## إصدارات عام 1964

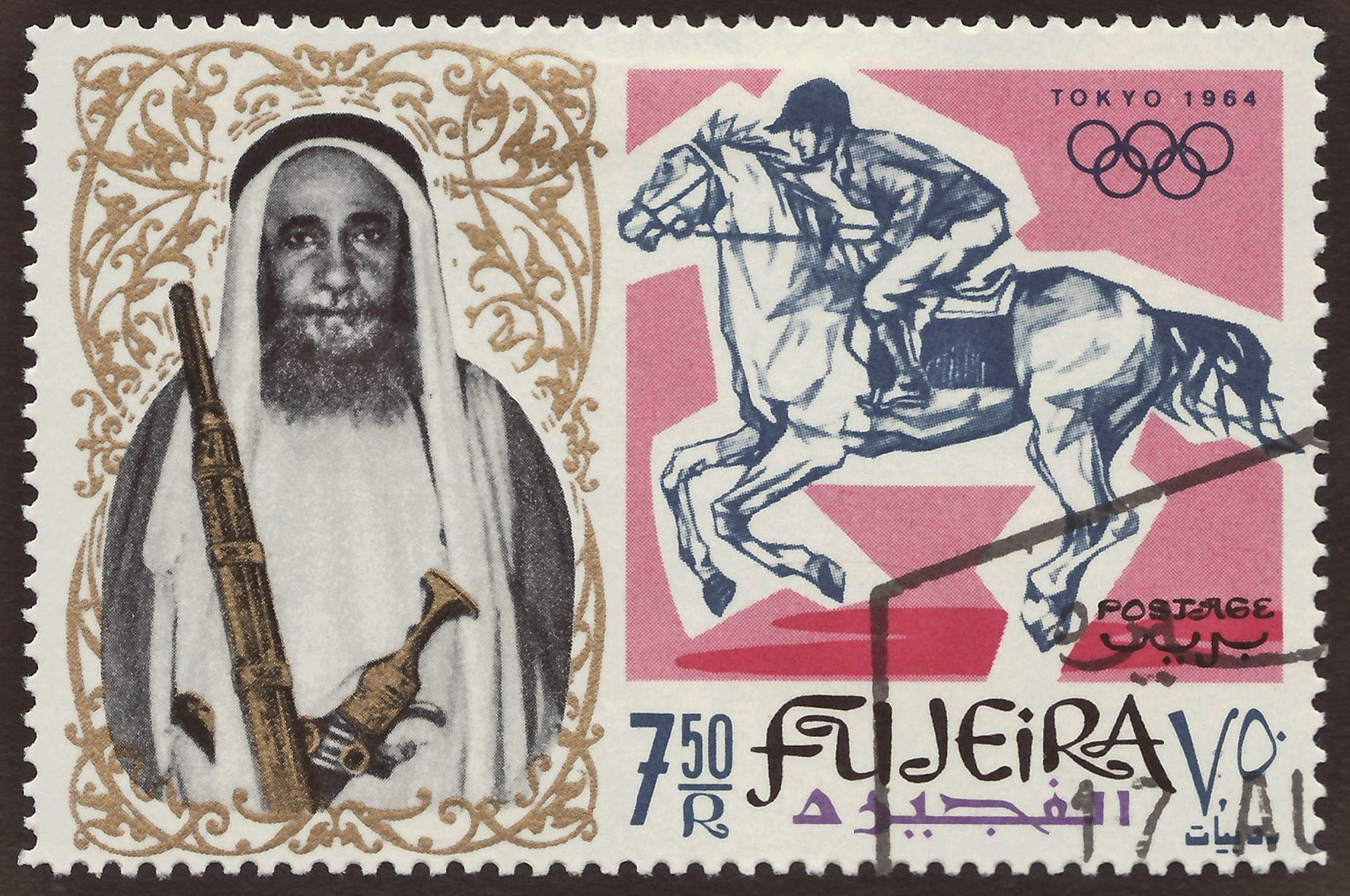

## إصدارات عام 1968

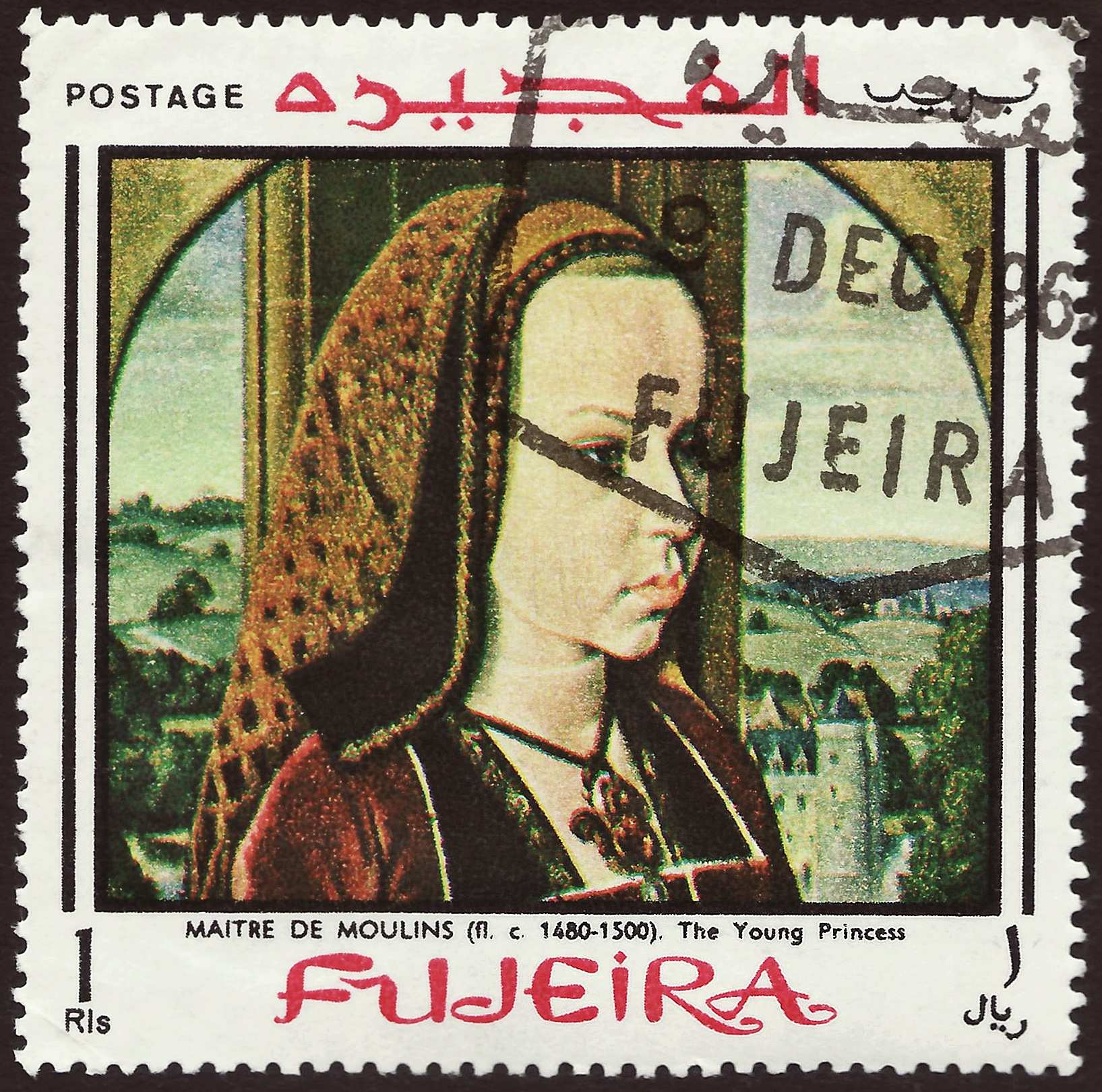

## إصدارات عام 1970

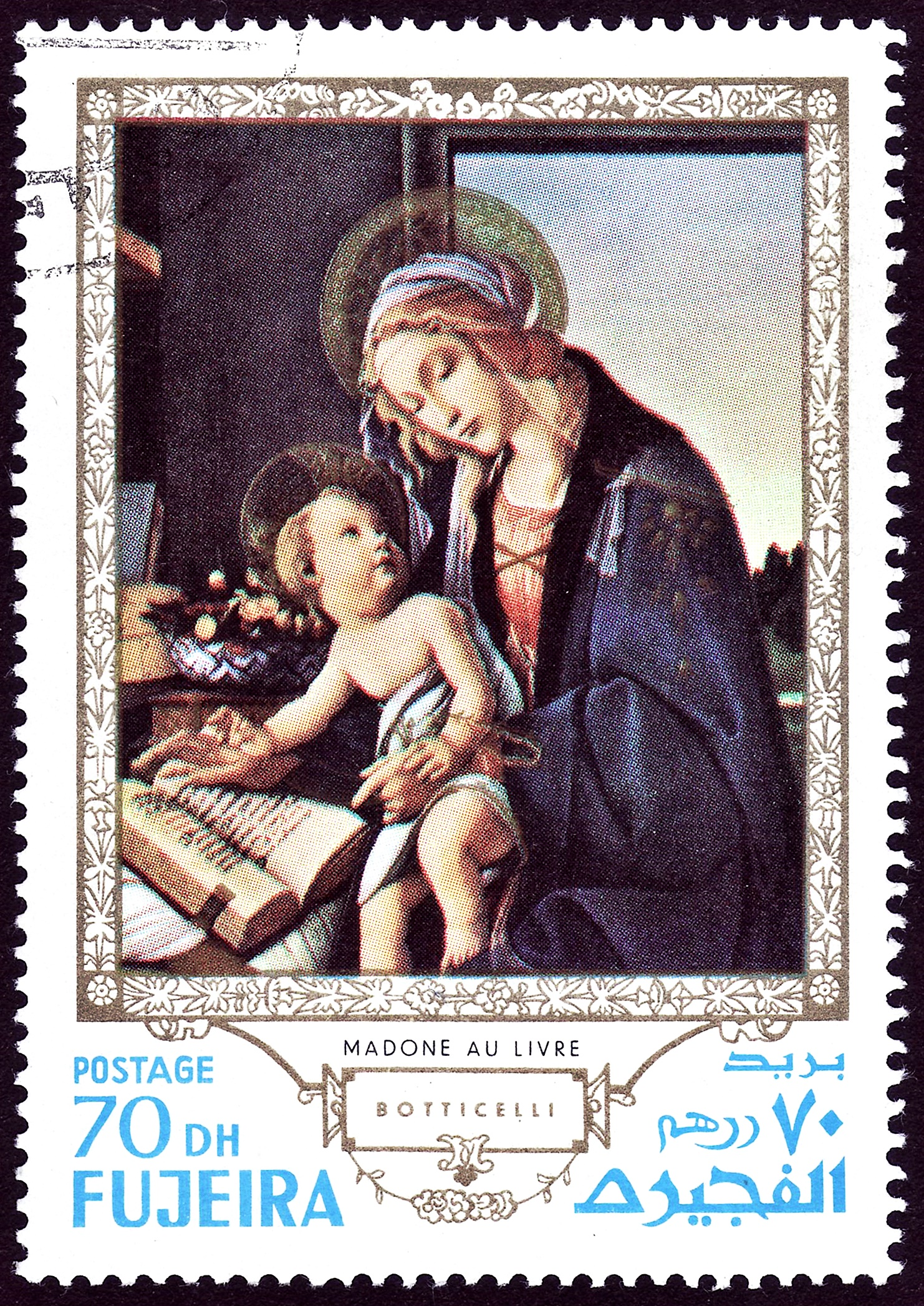
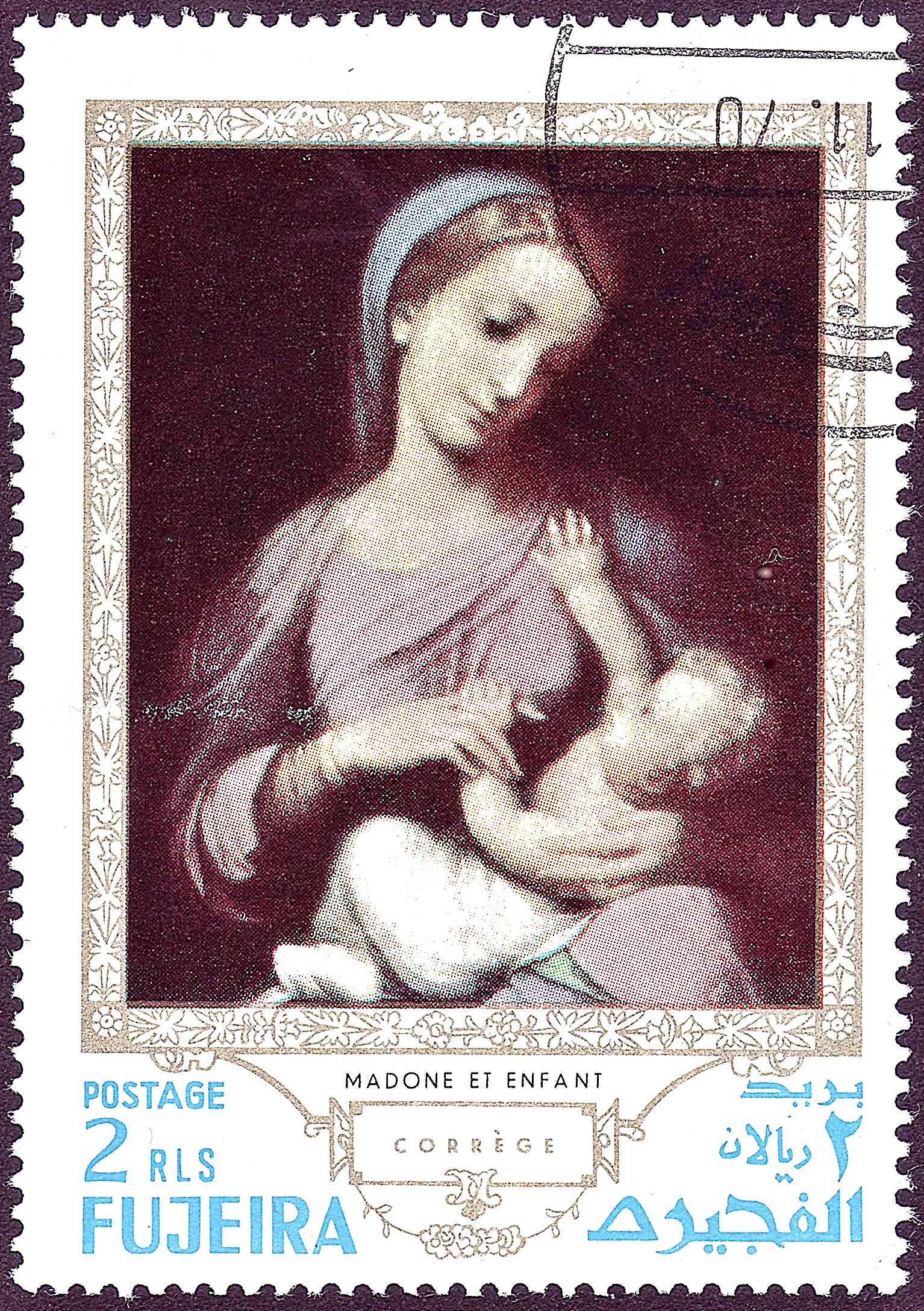
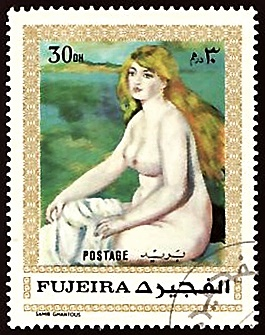
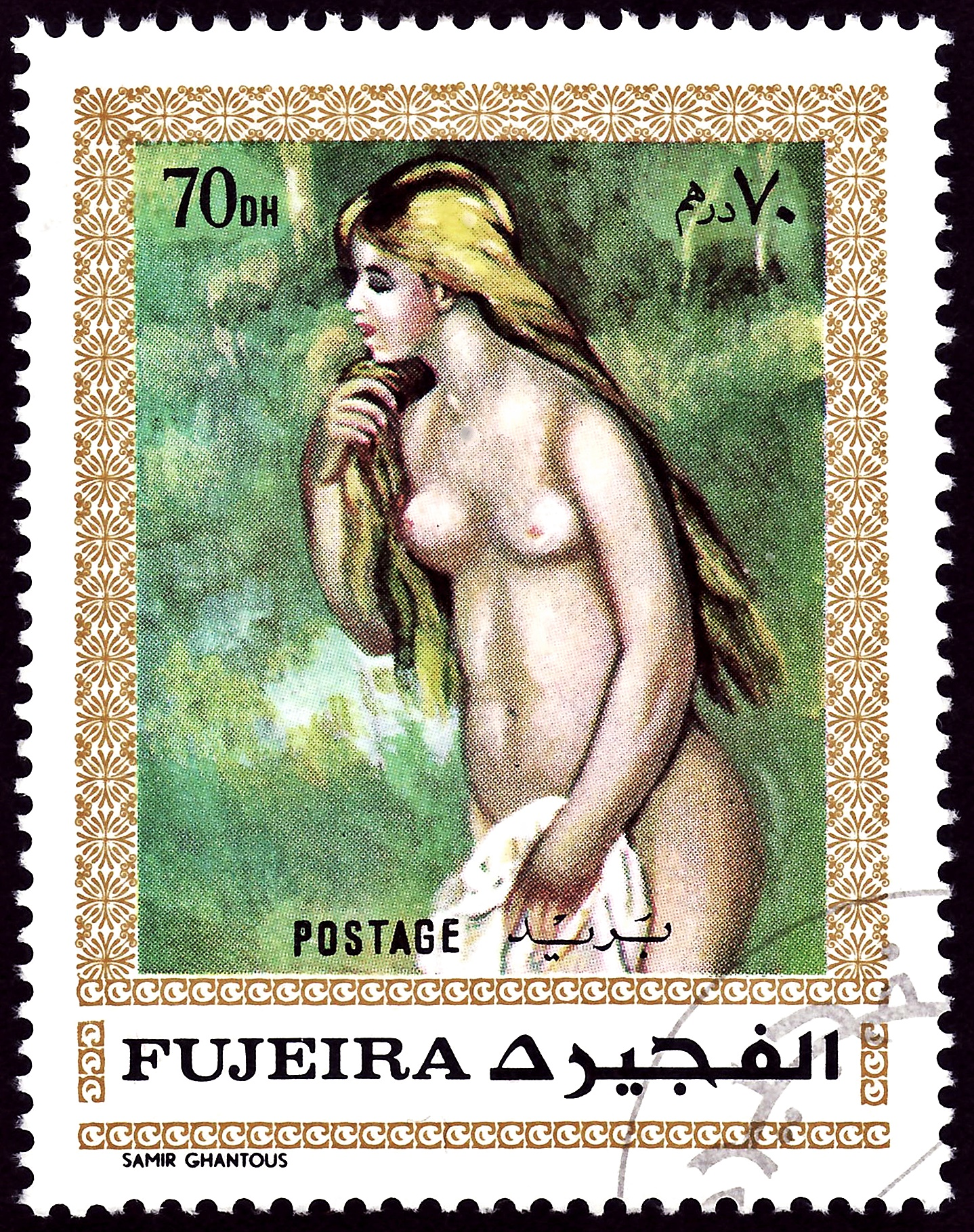
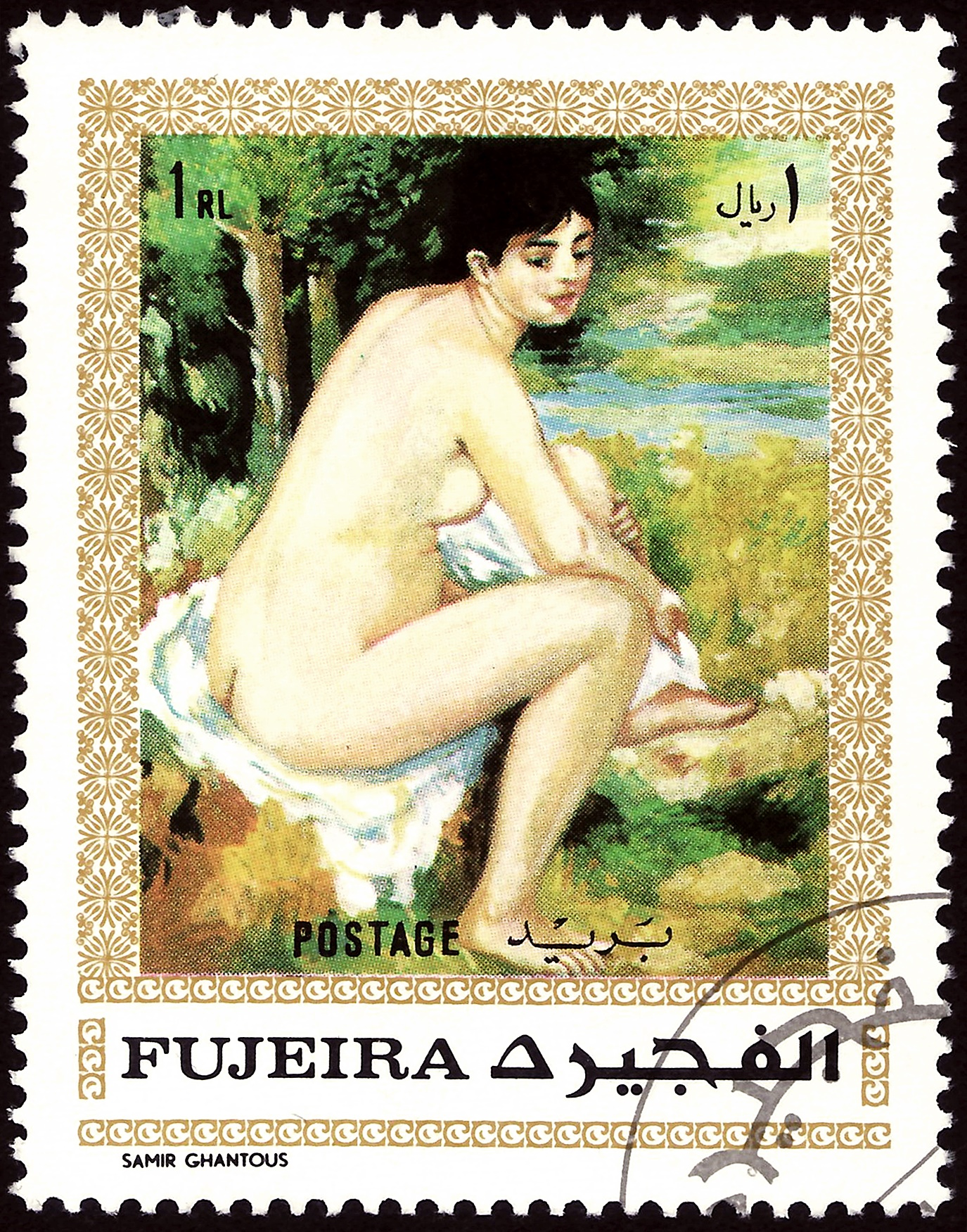
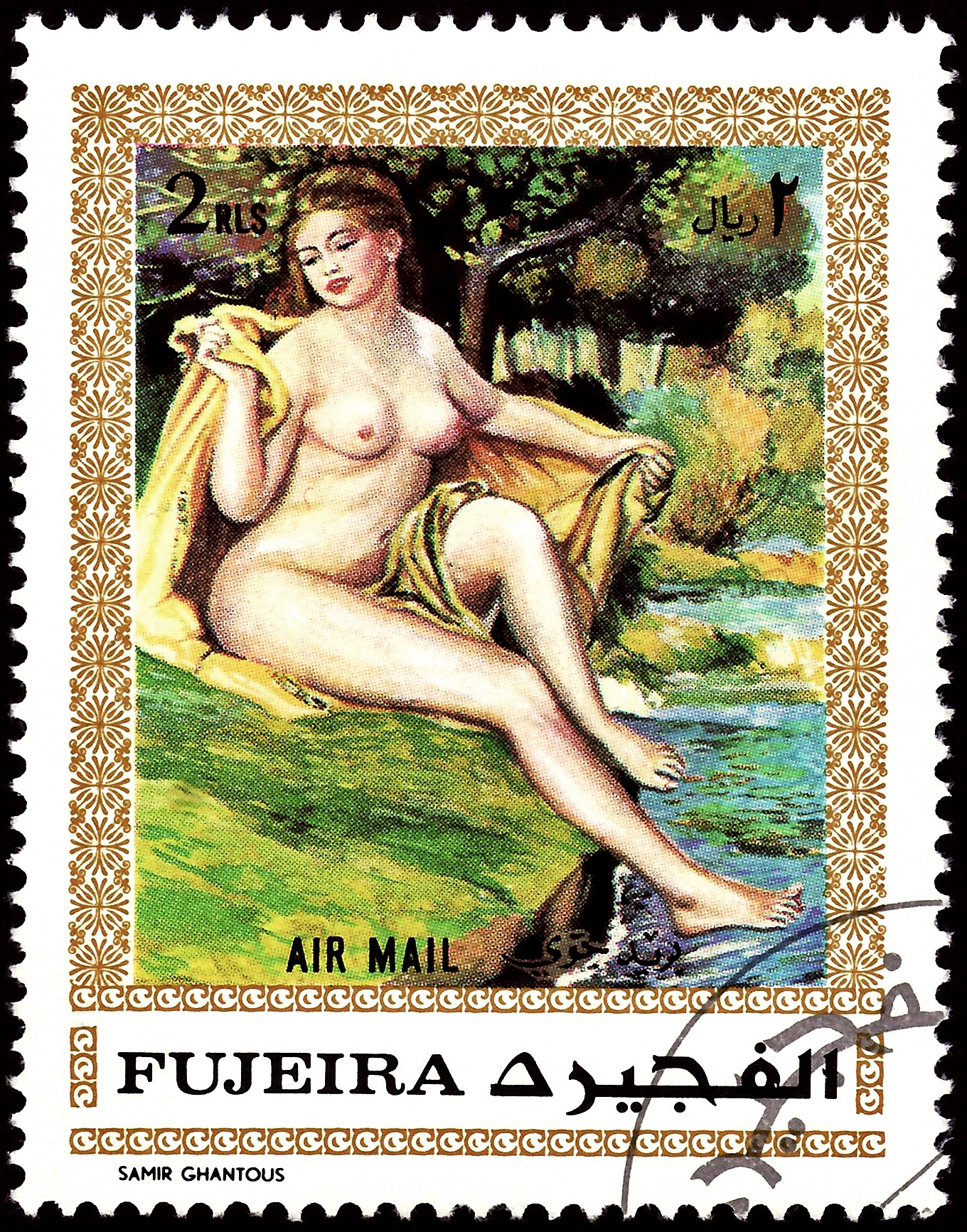
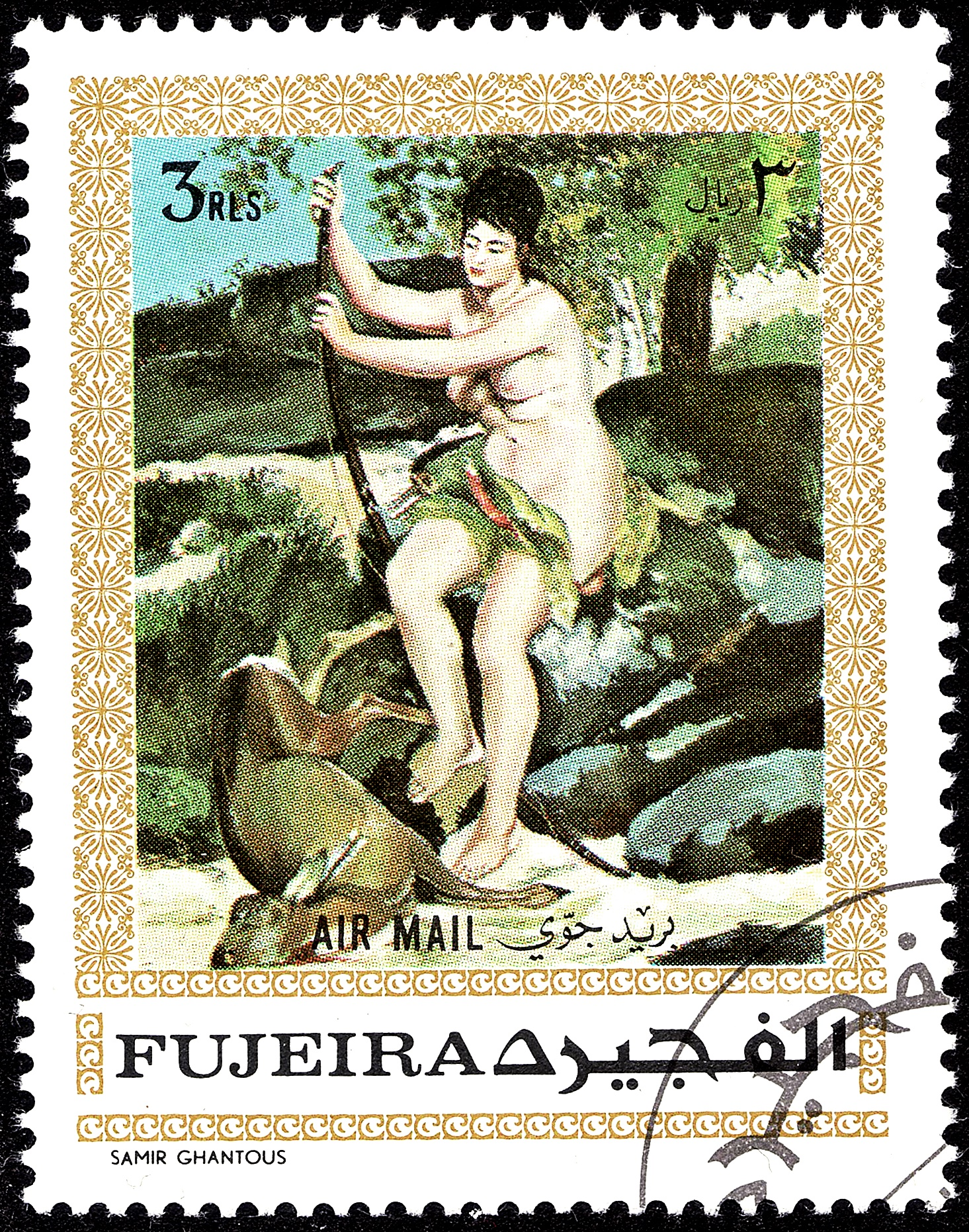
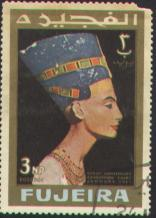
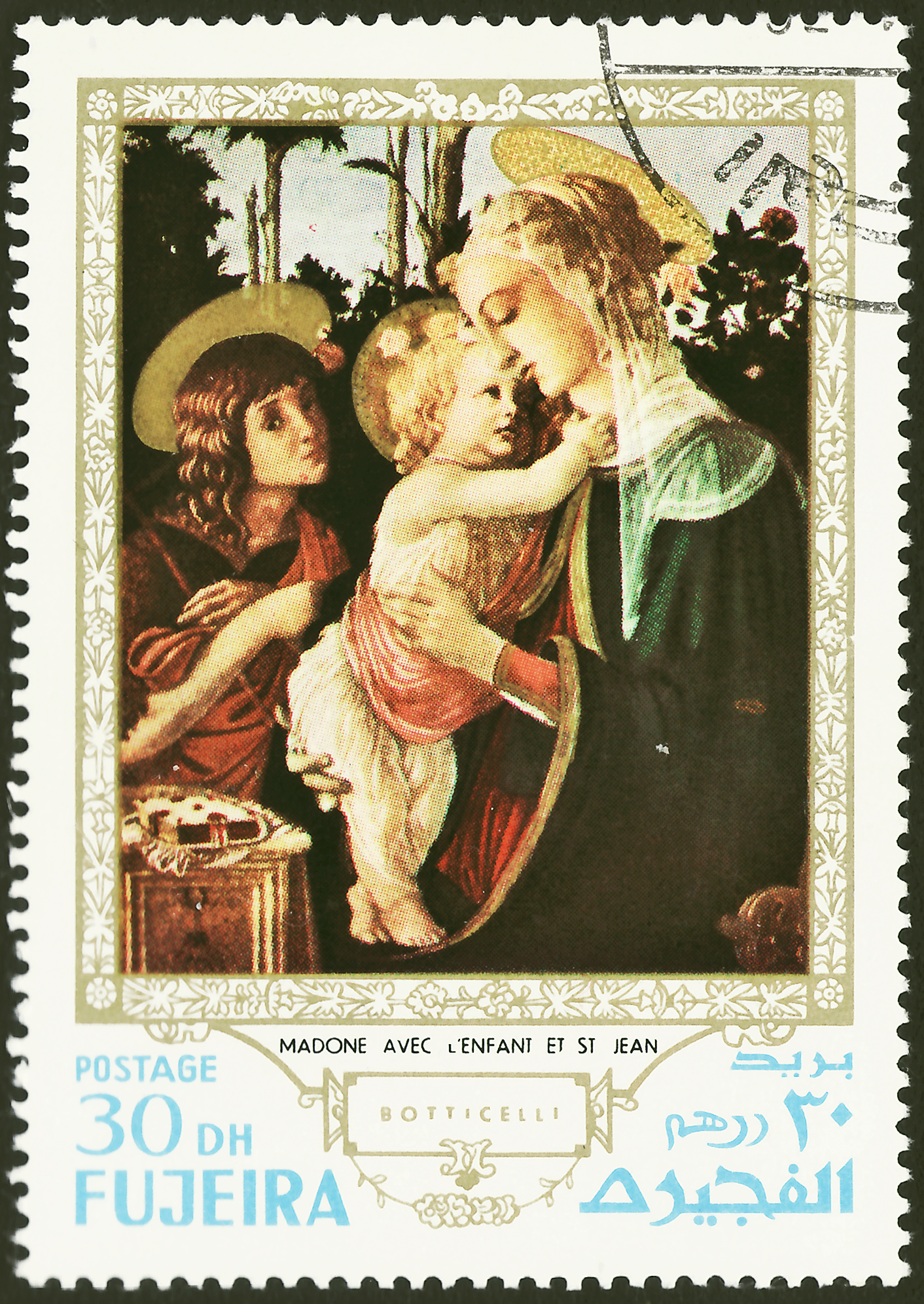

## إصدارات عام 1971

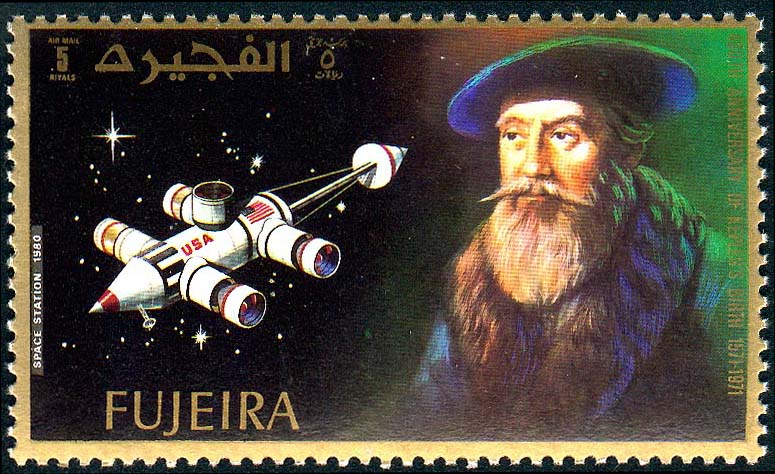
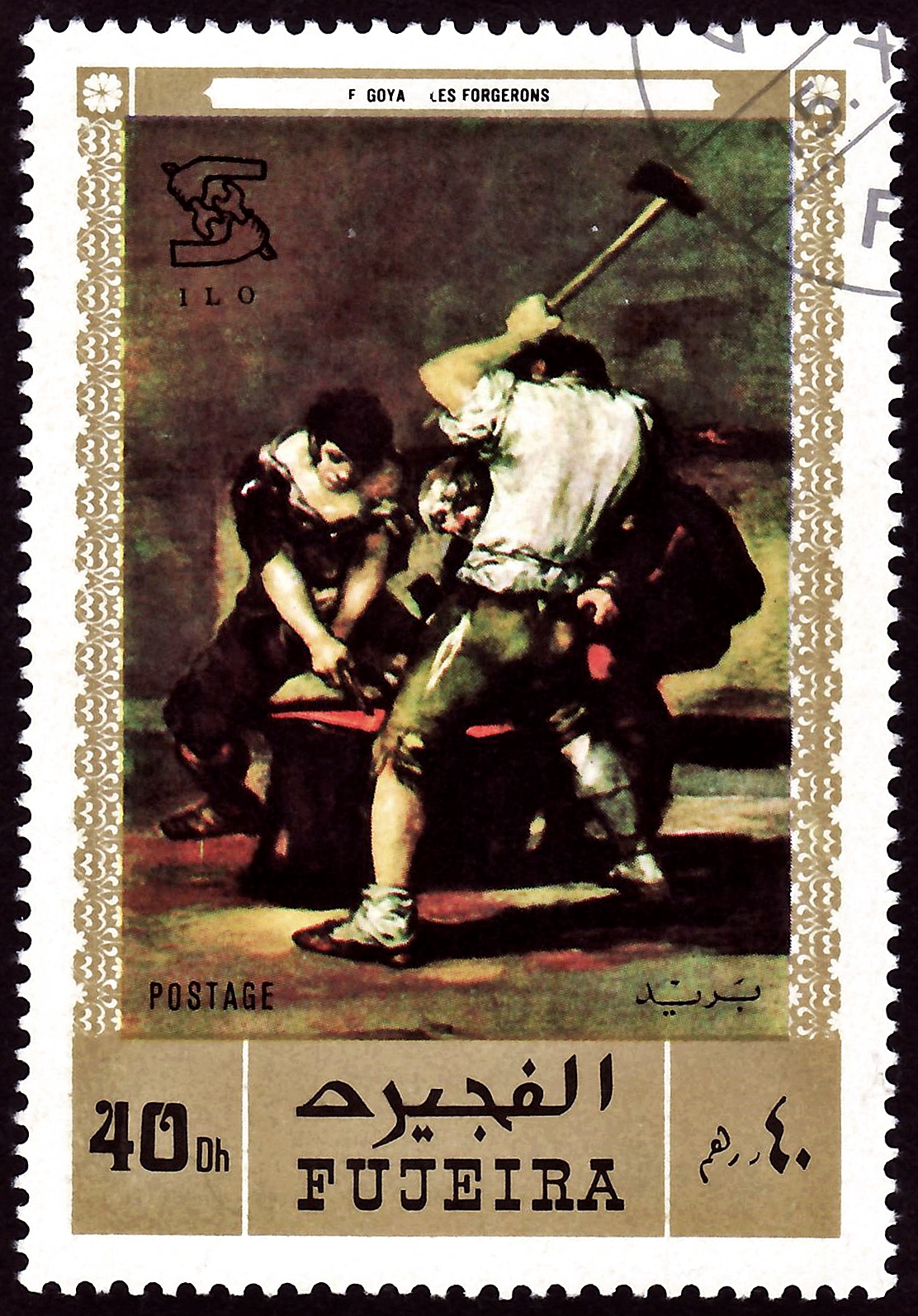

## إصدارات عام 1972

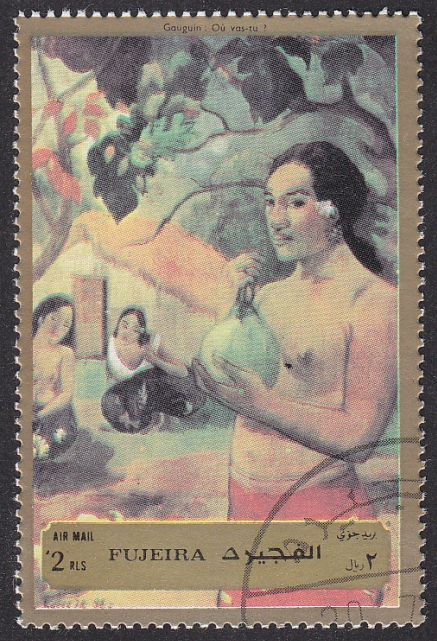
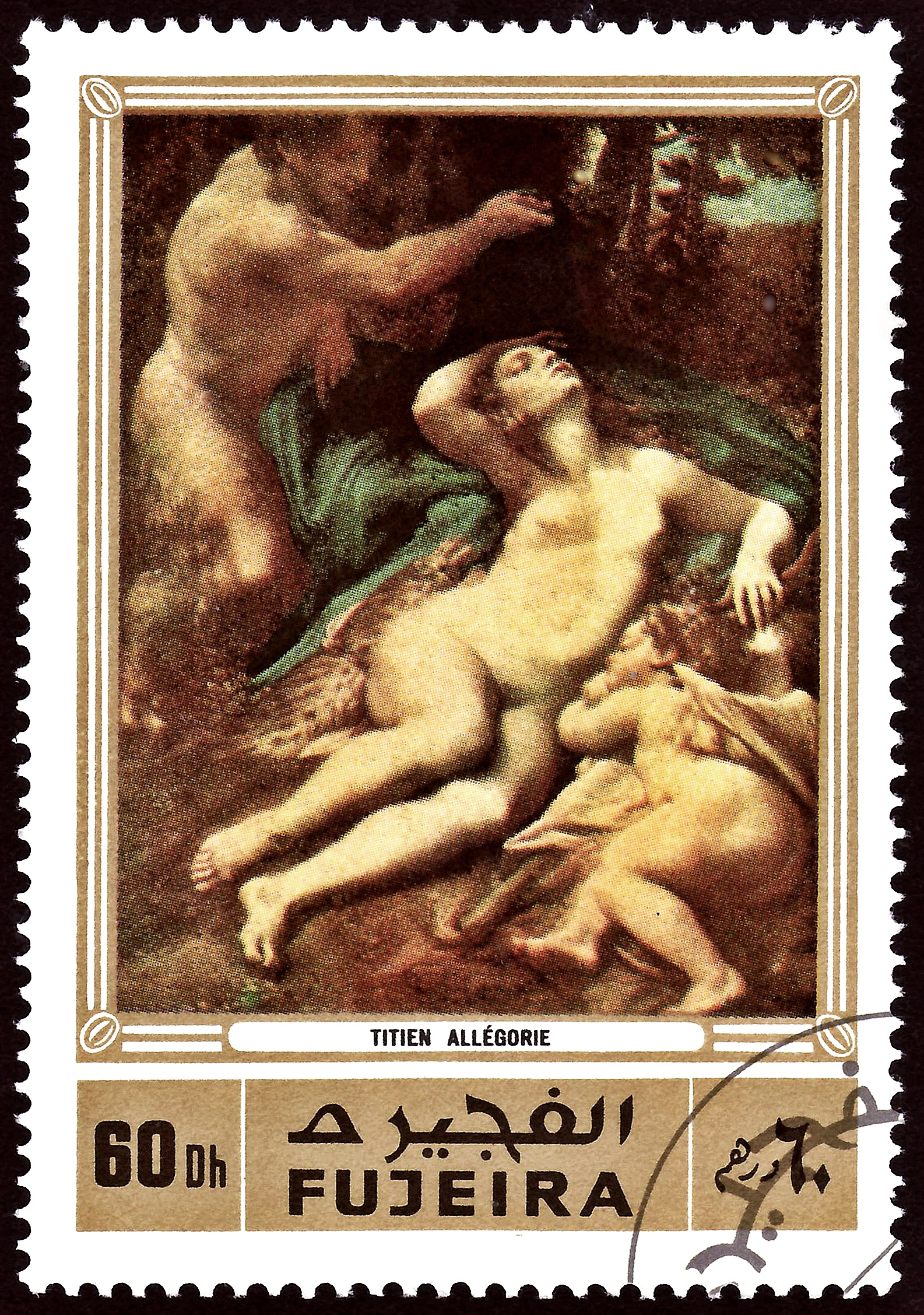
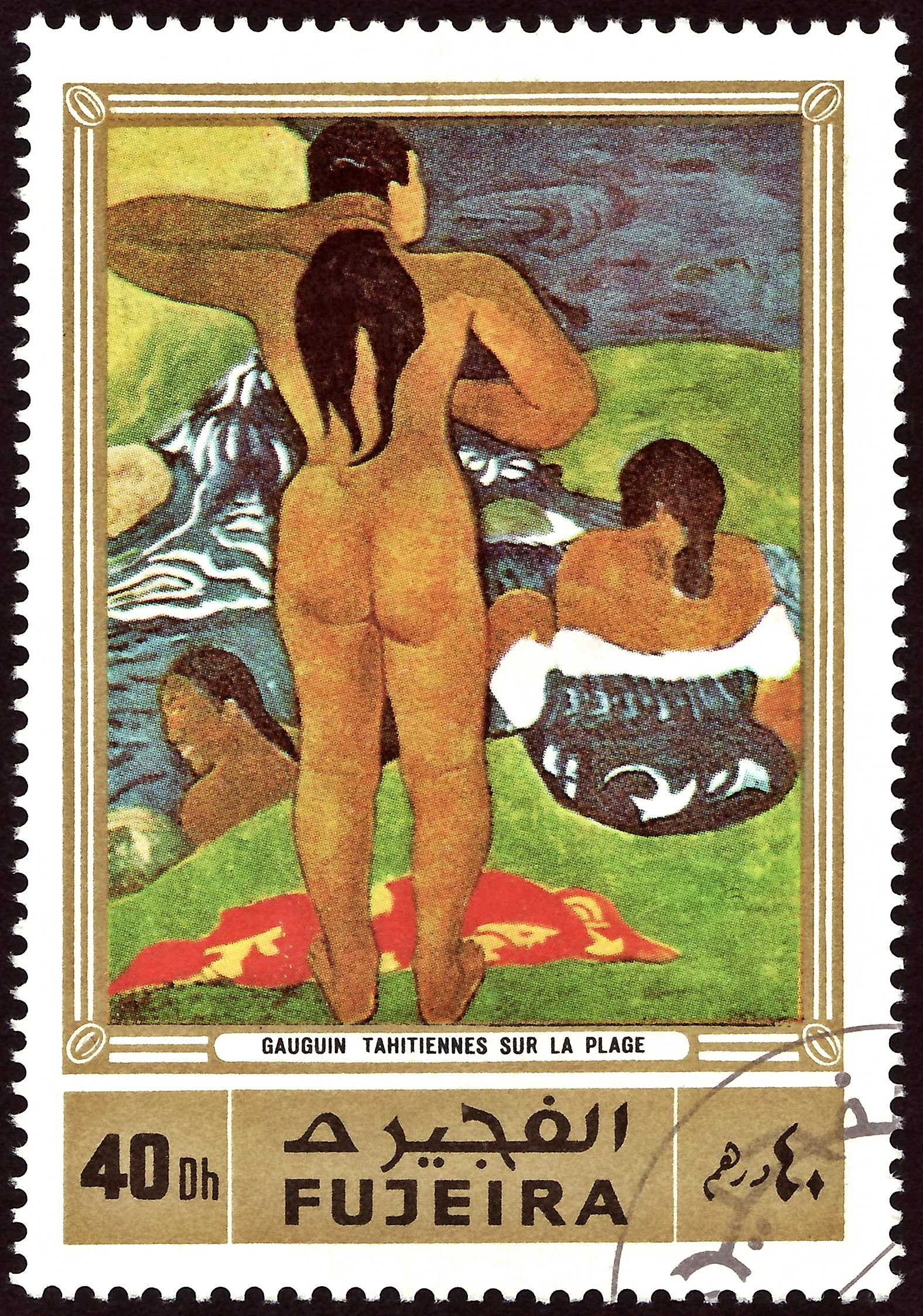
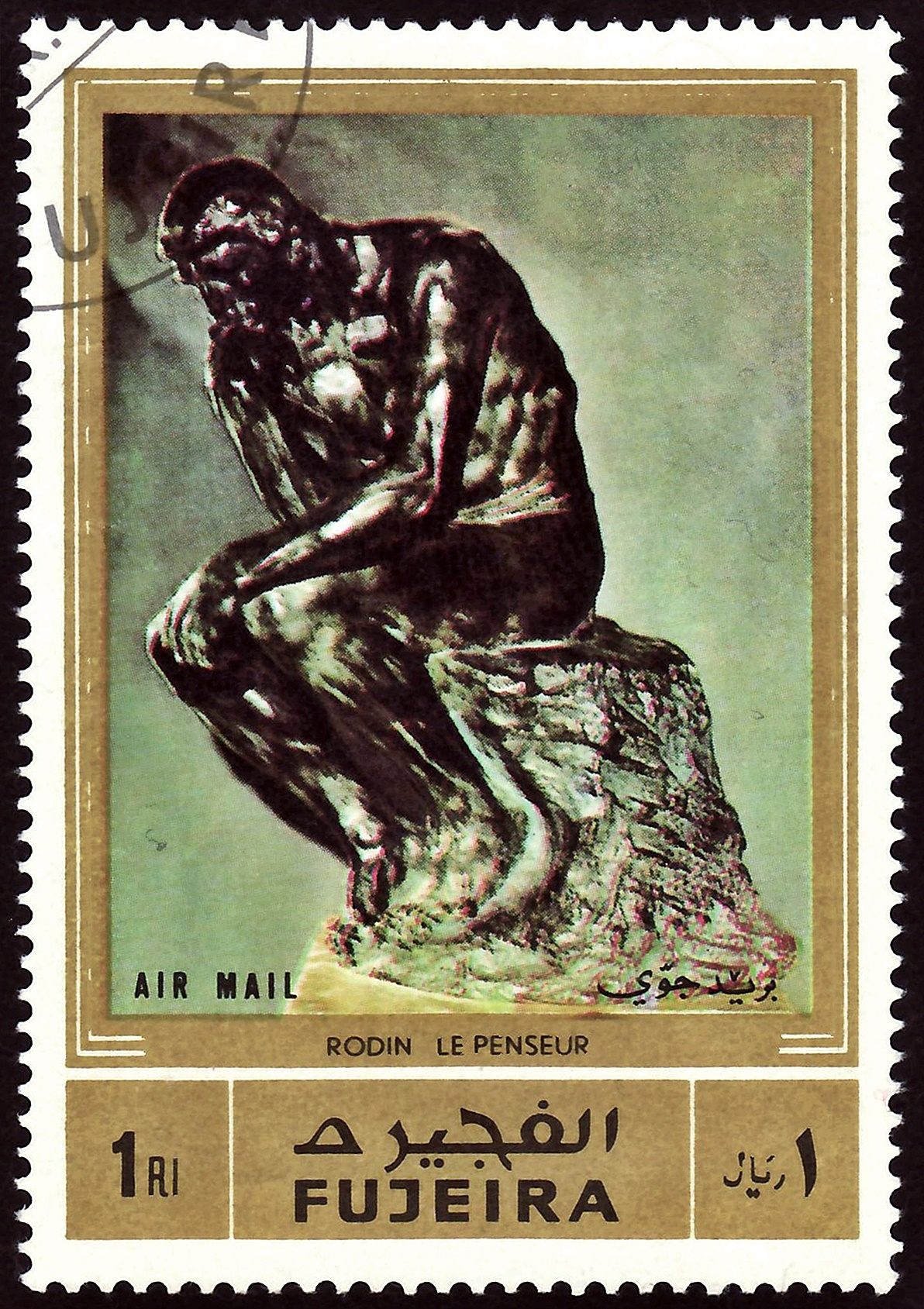
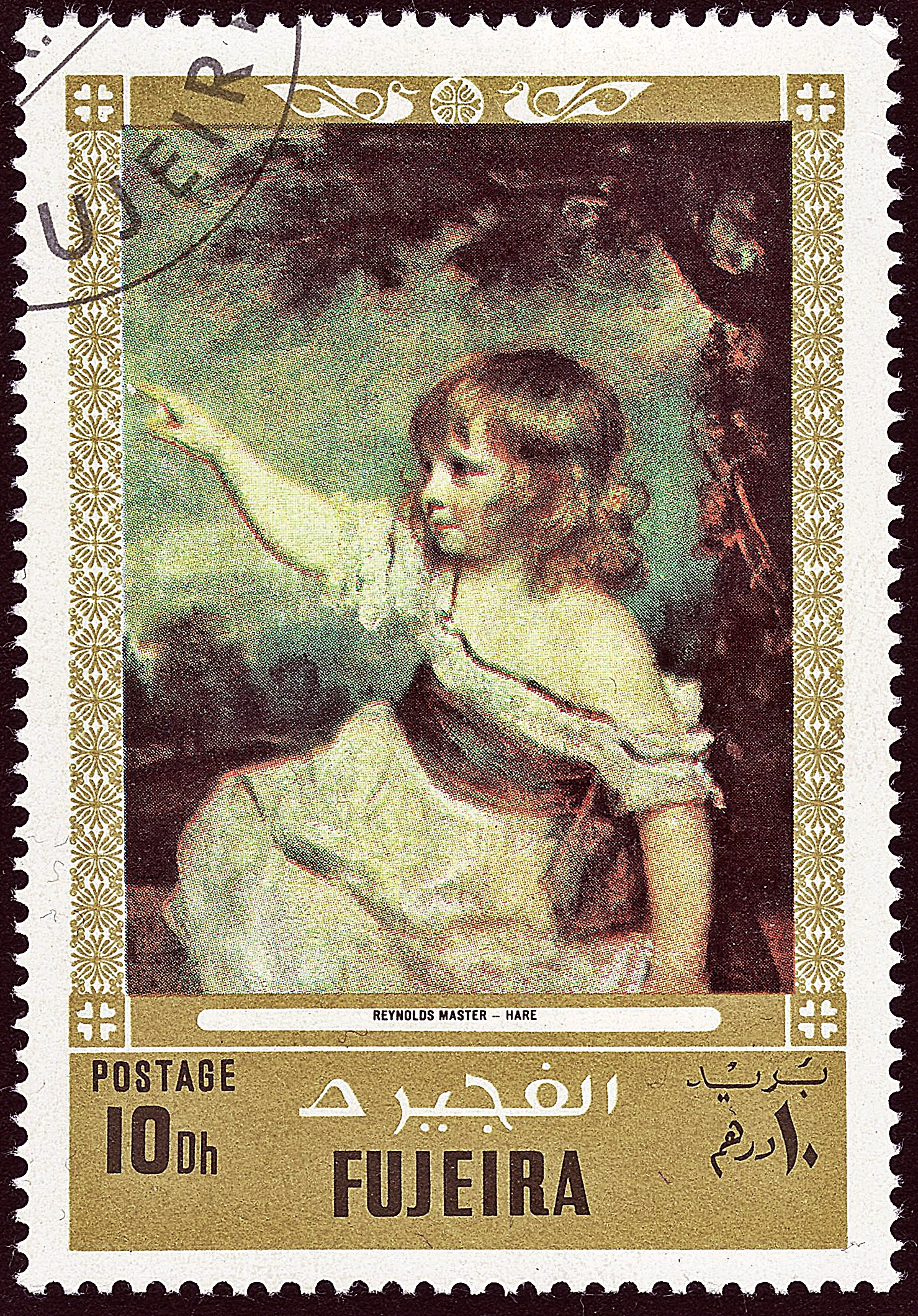
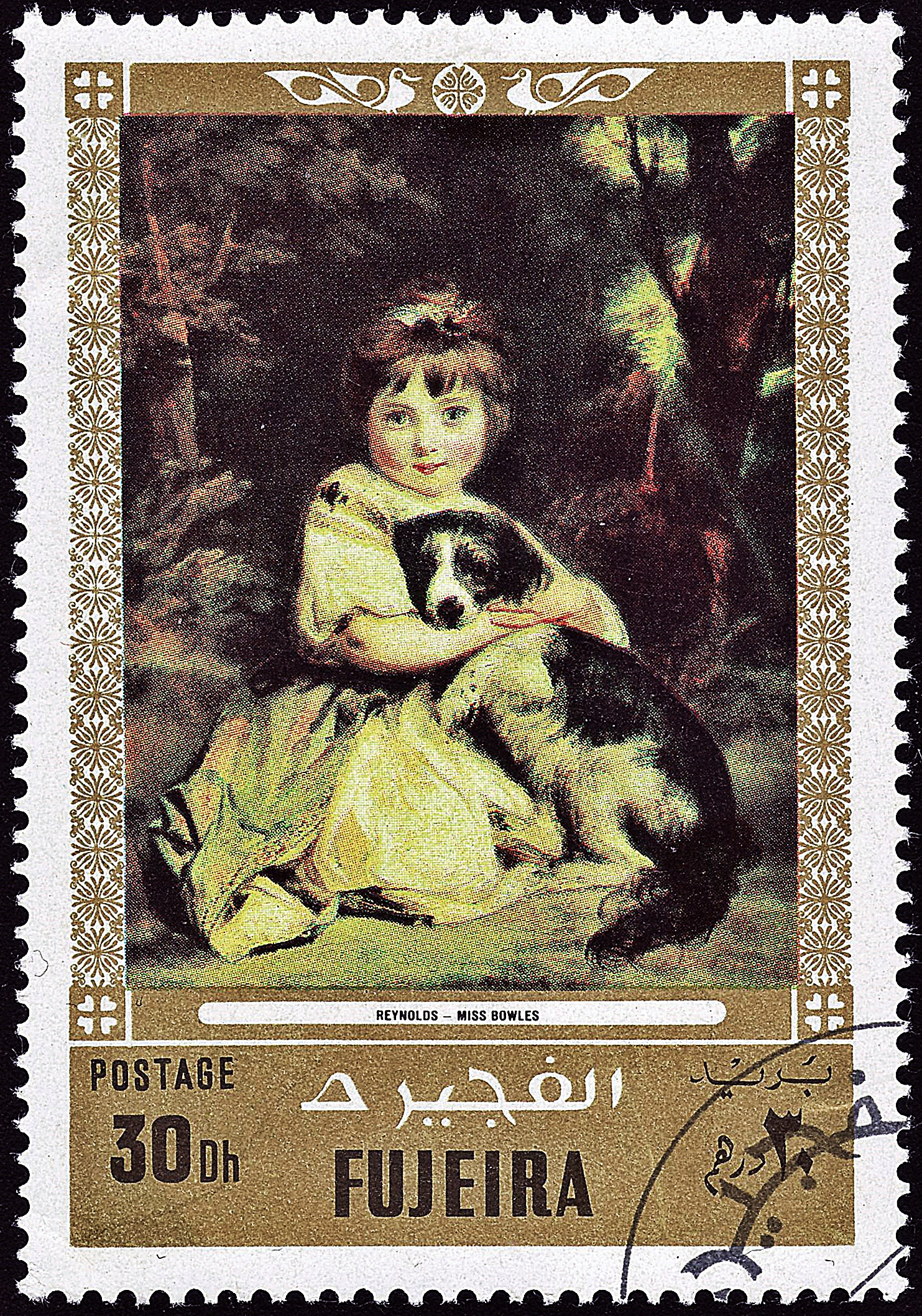
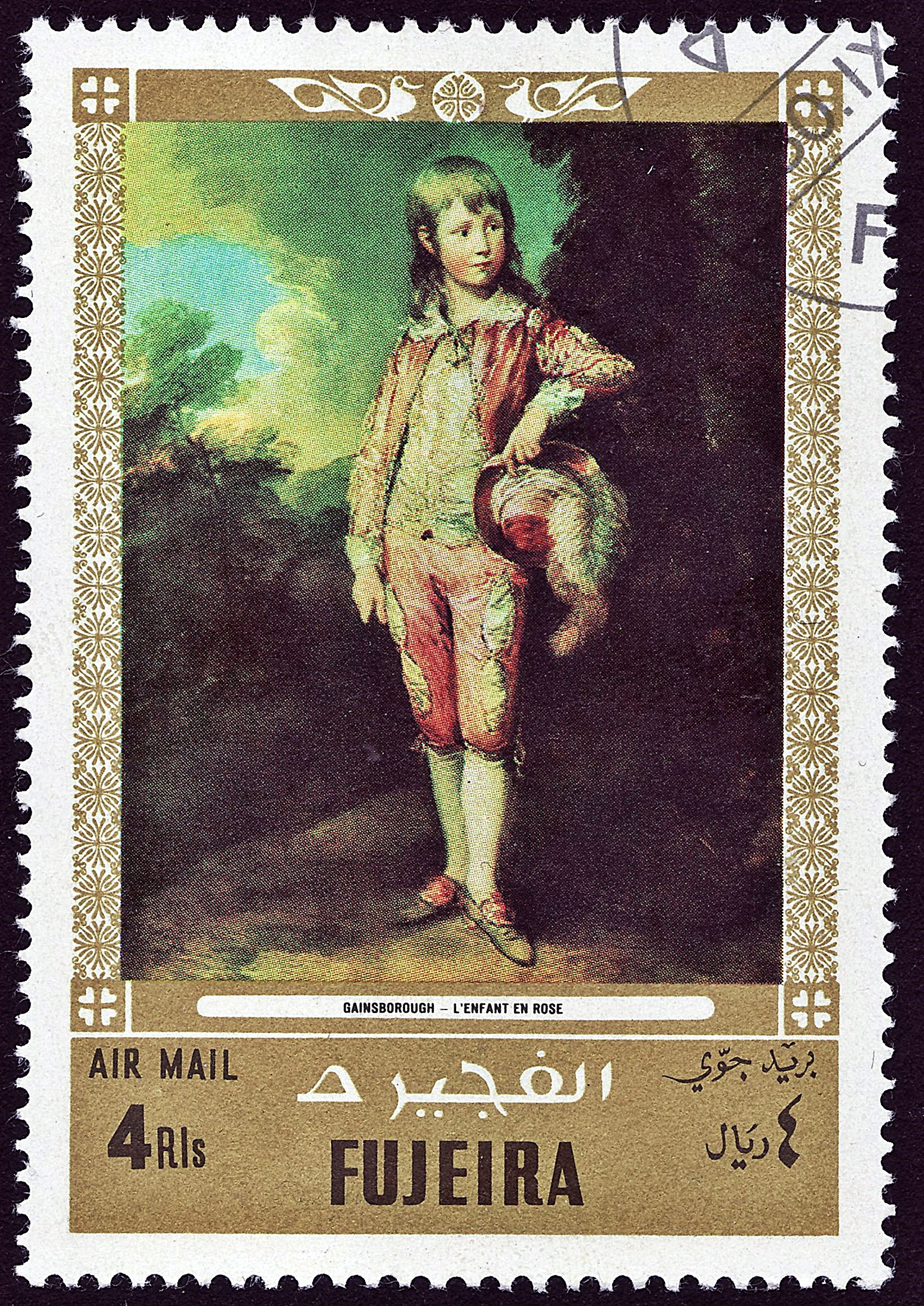
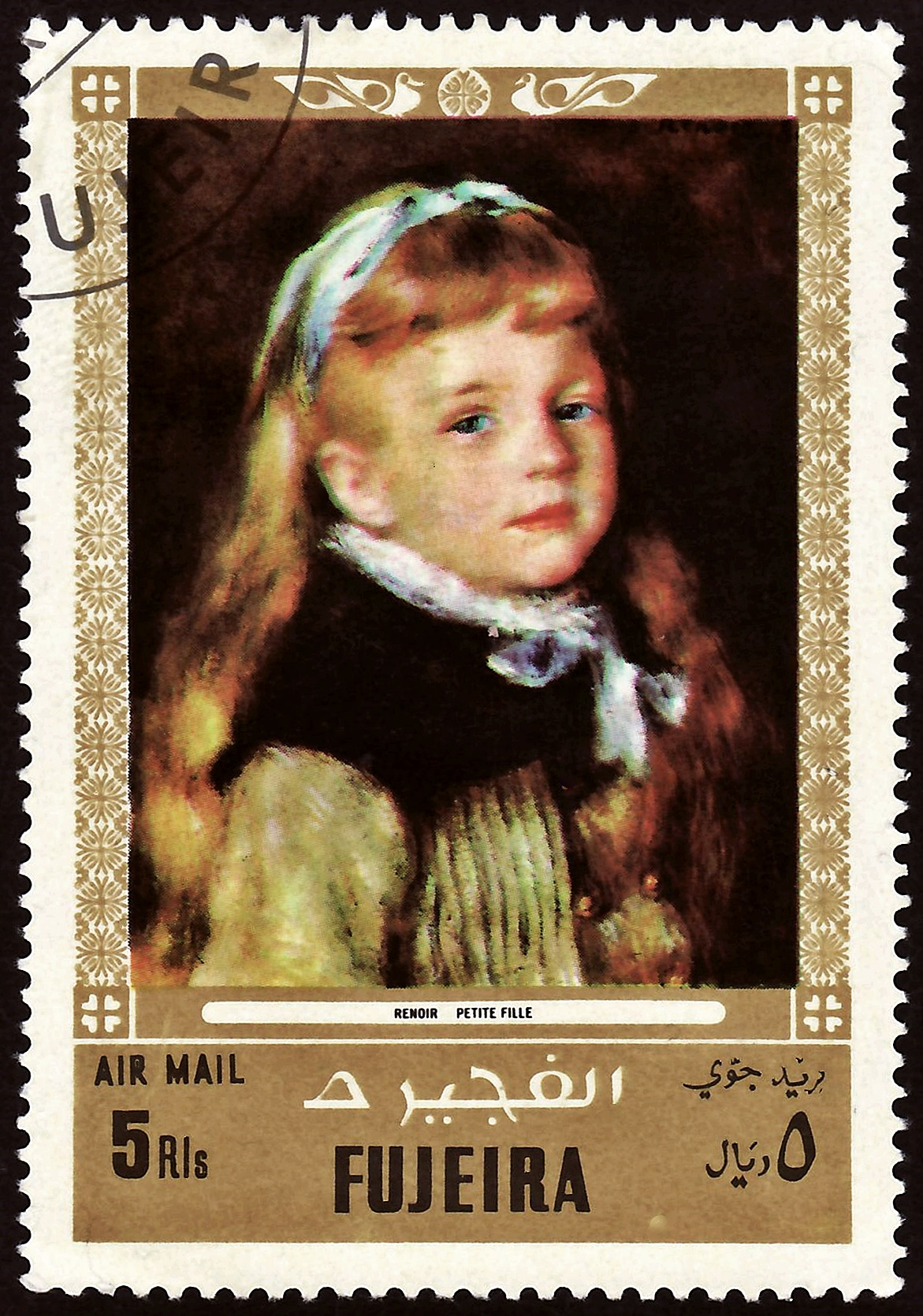
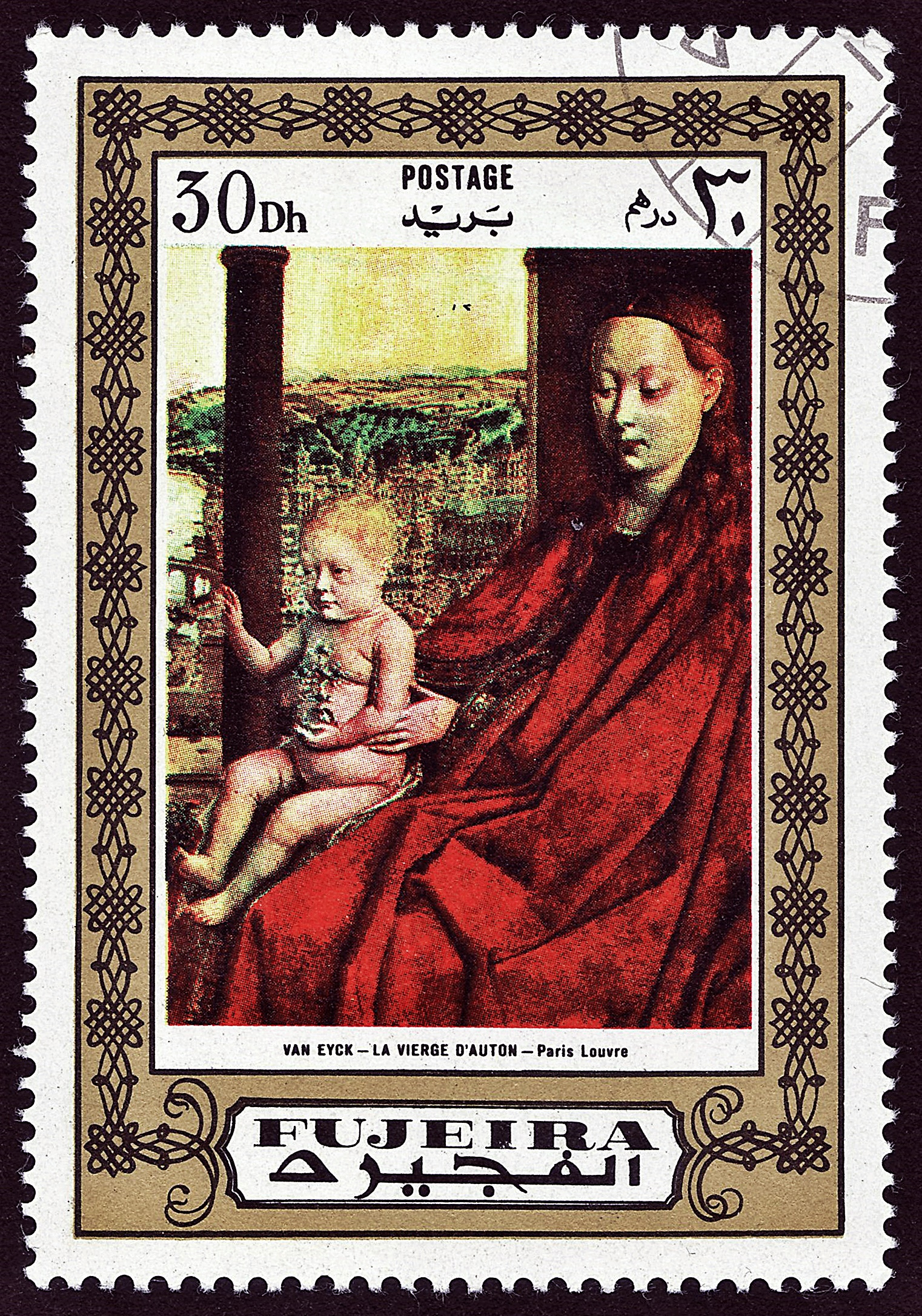
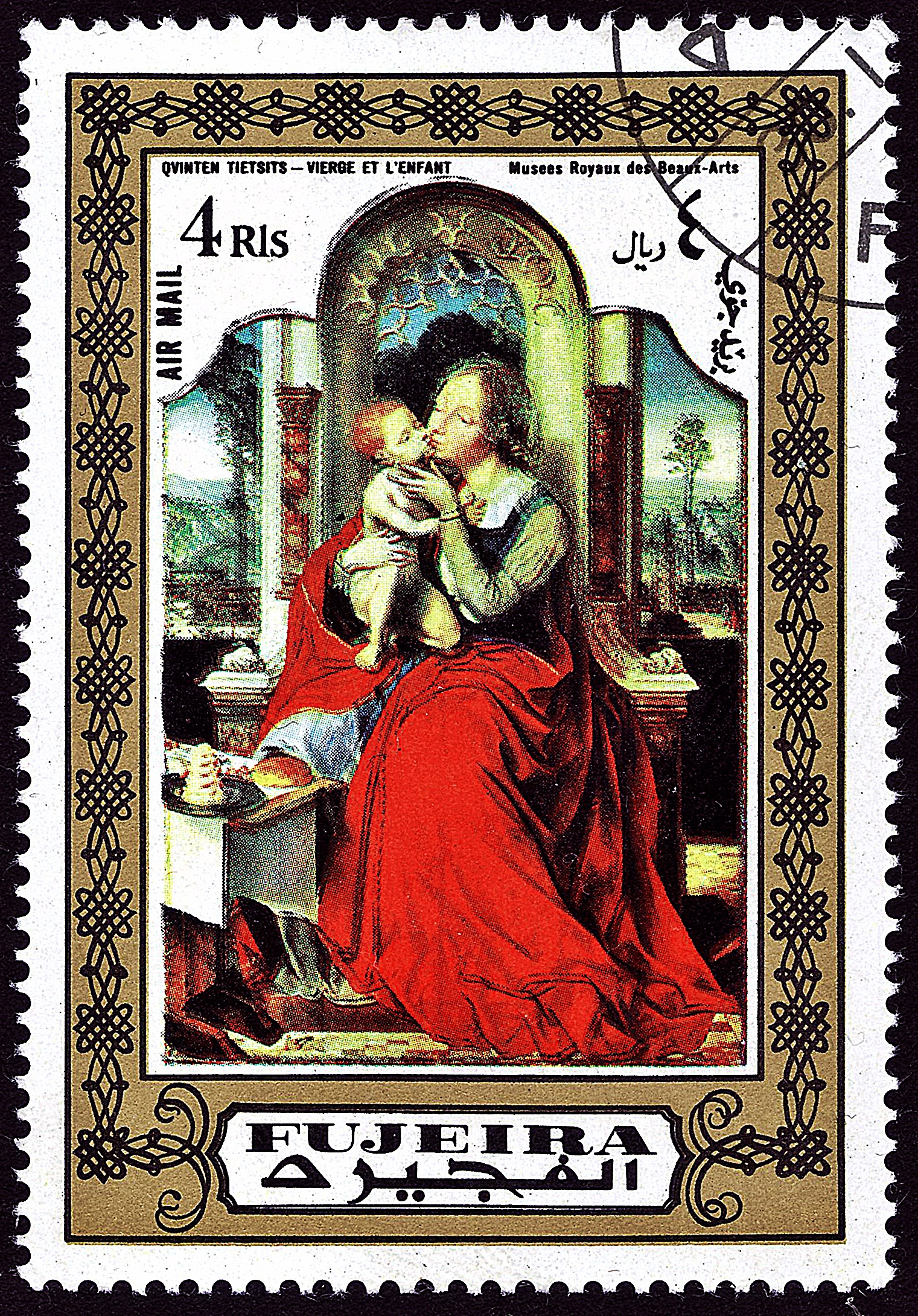
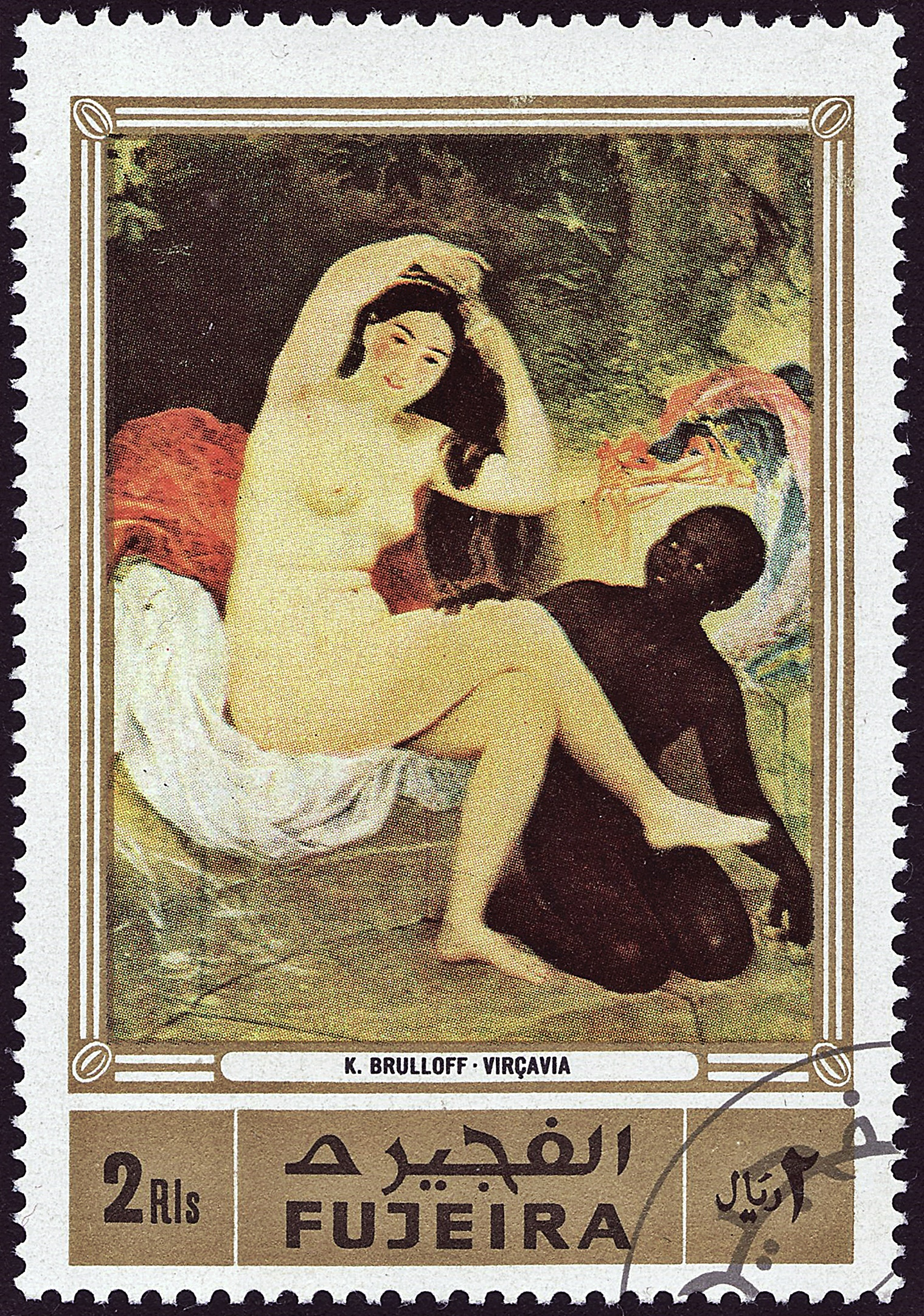
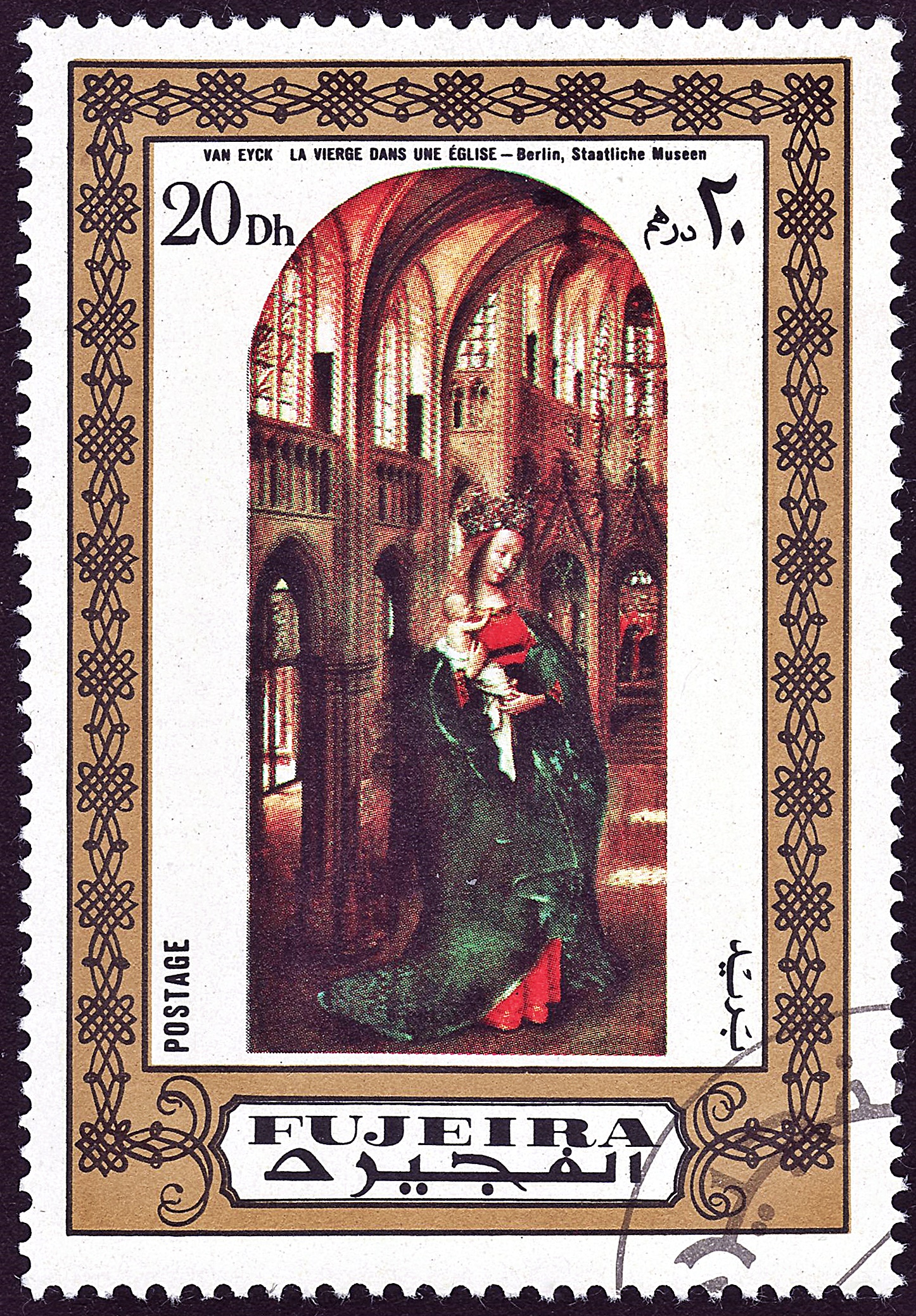
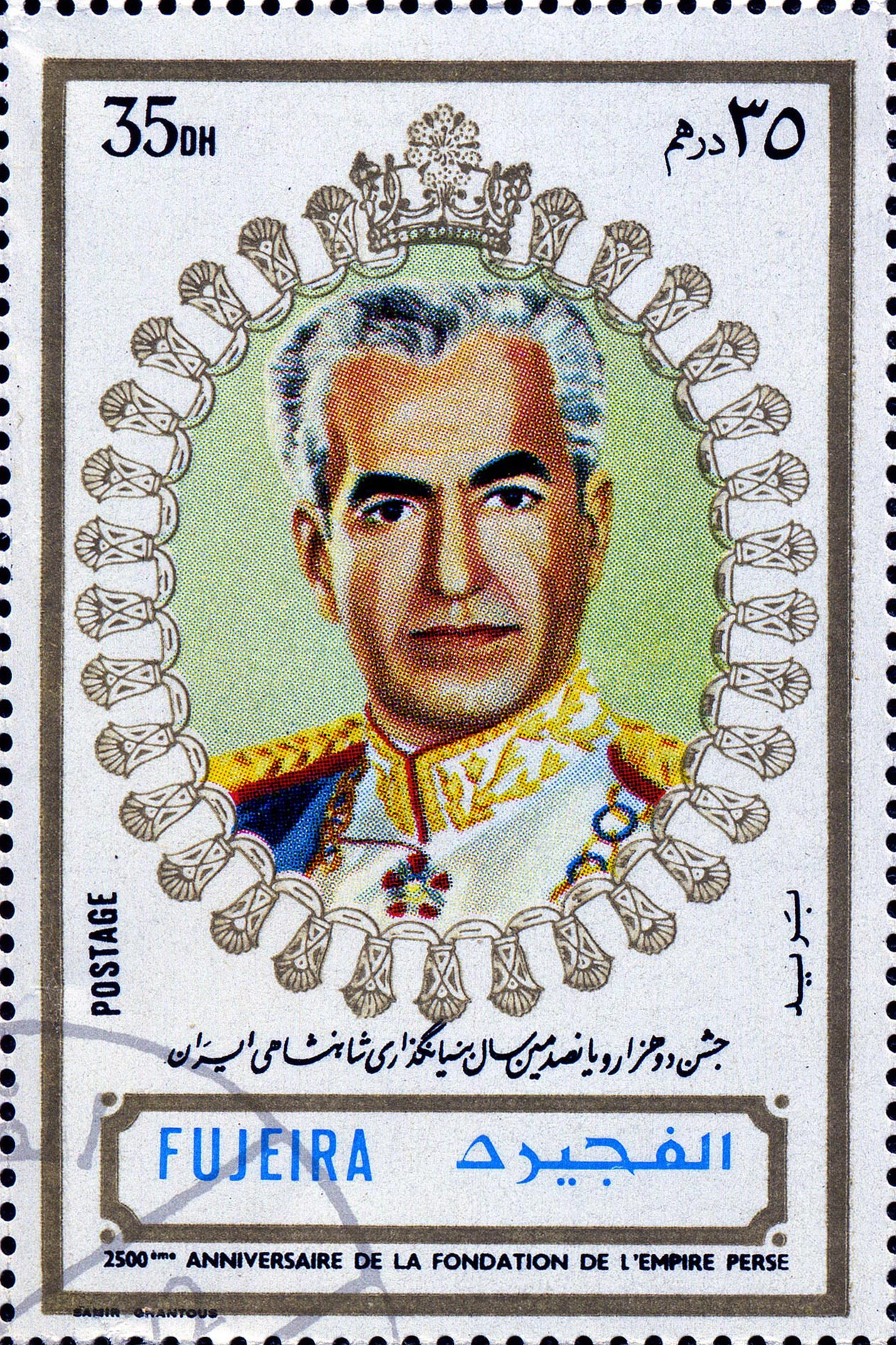
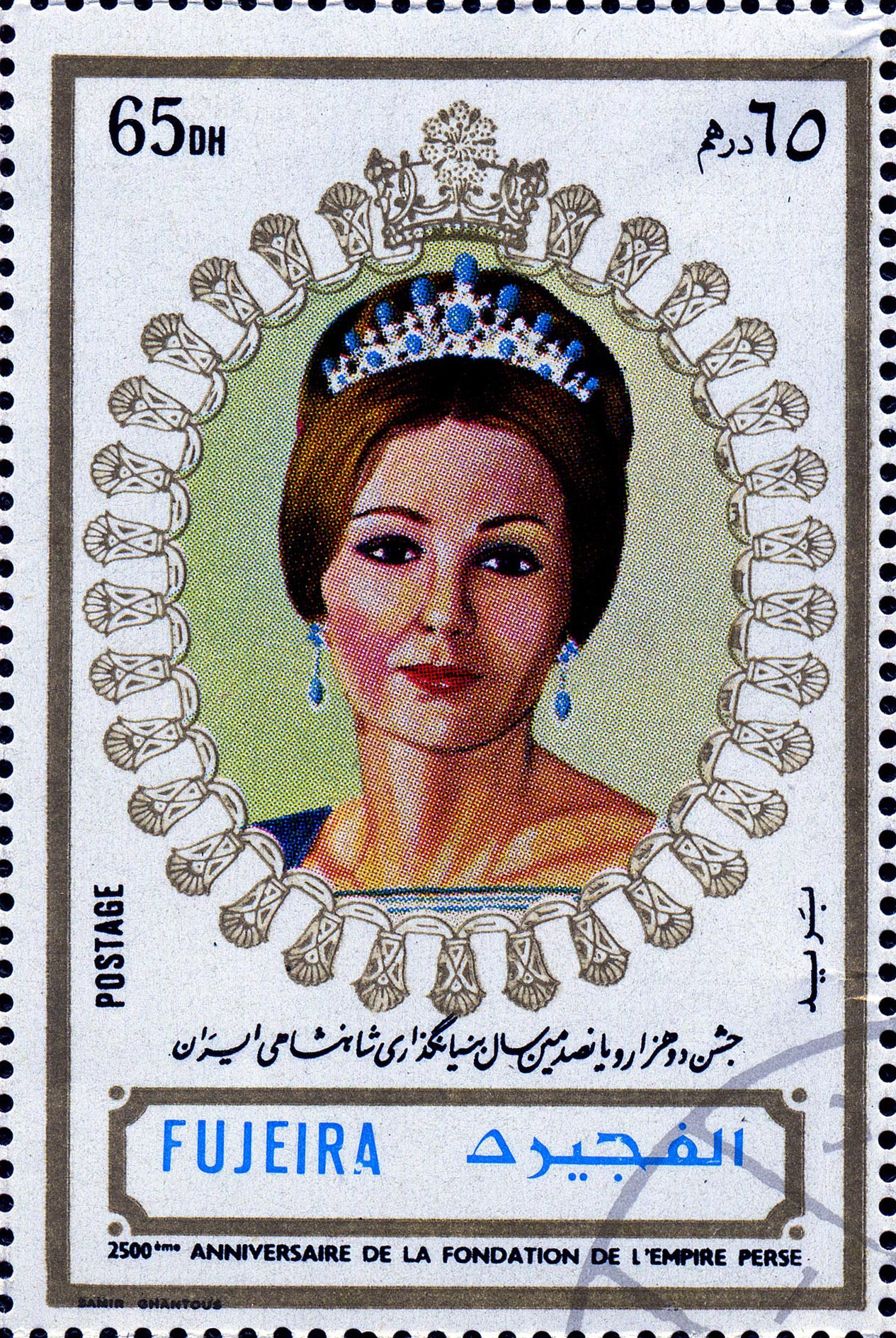
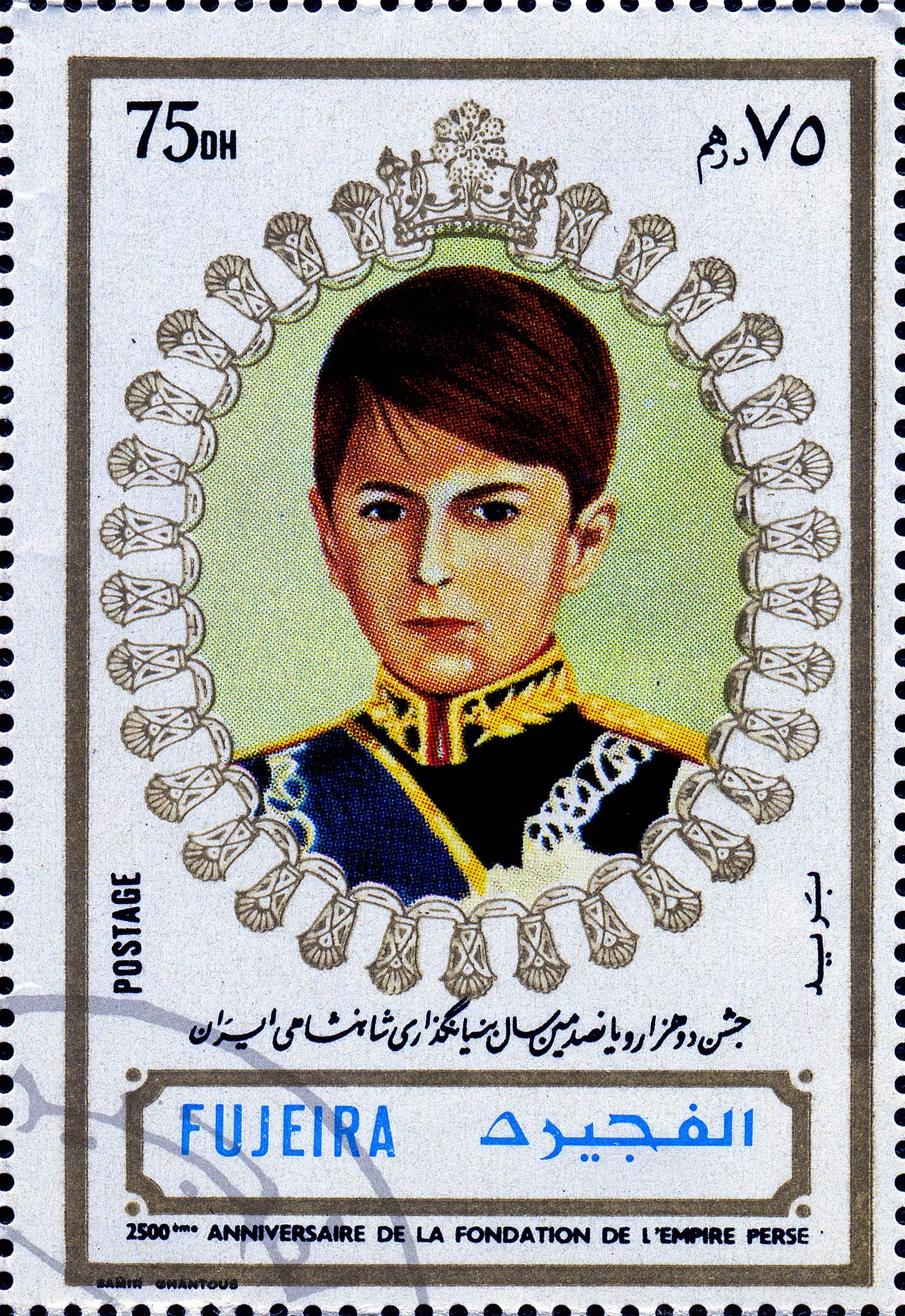
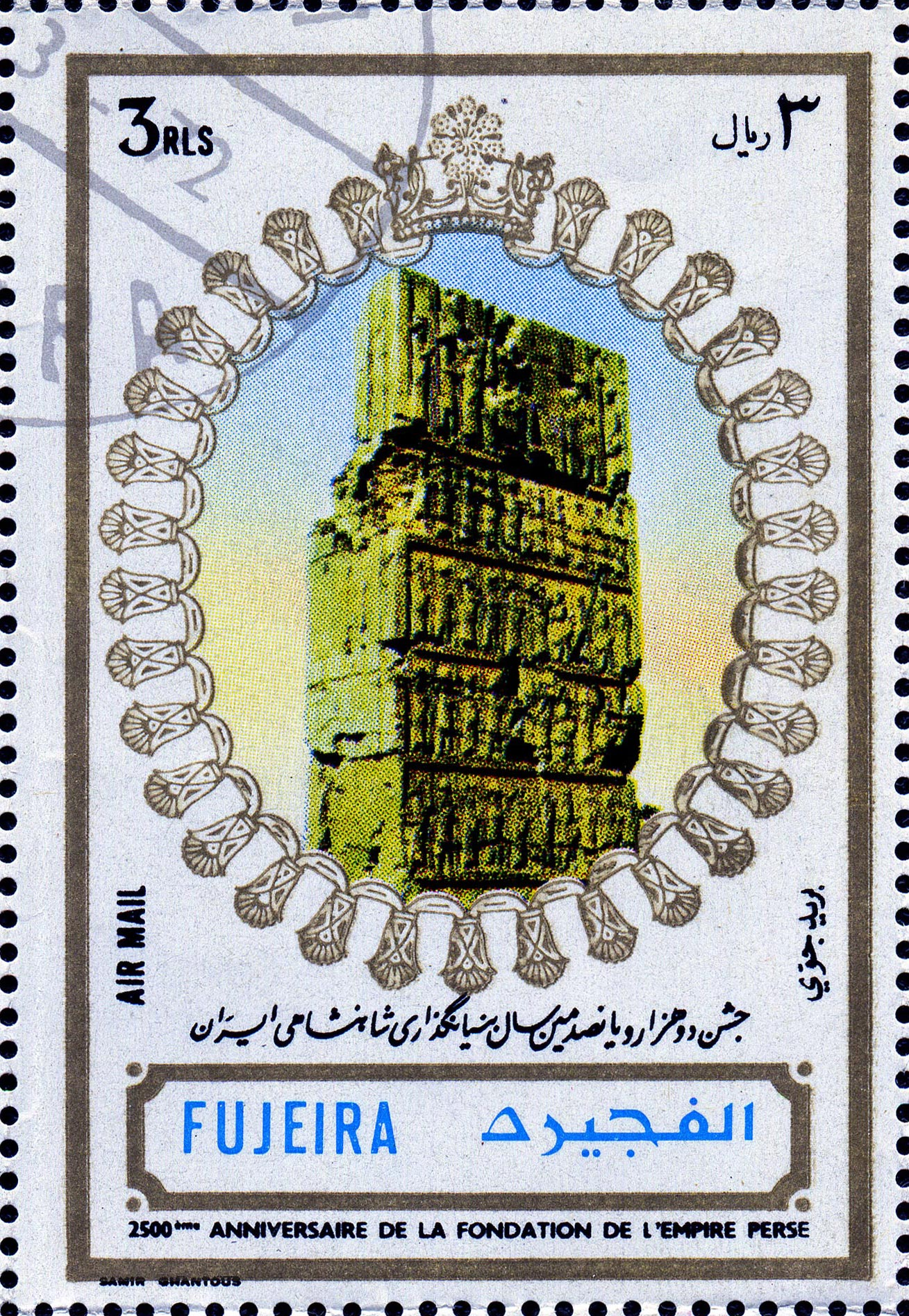
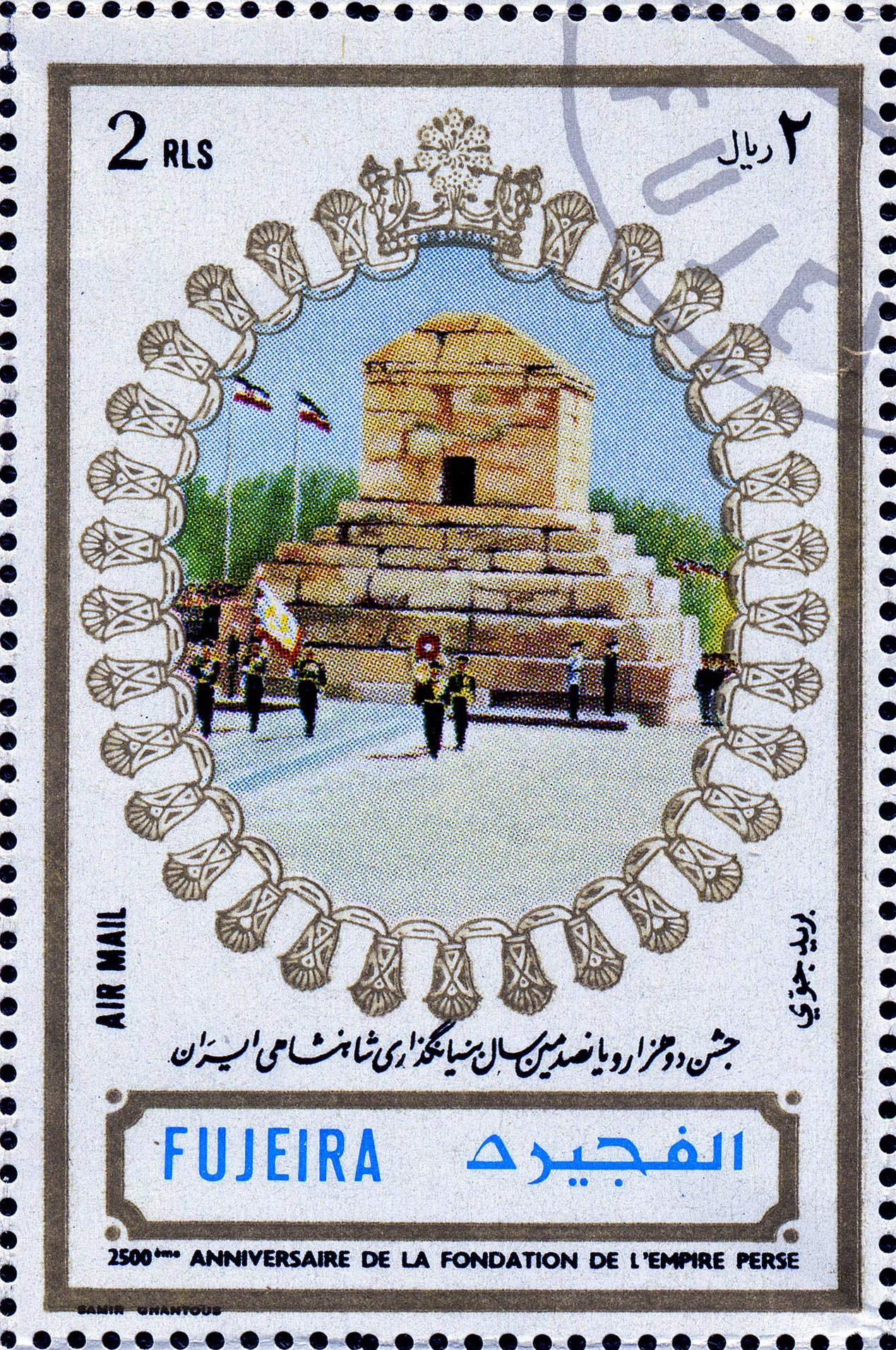
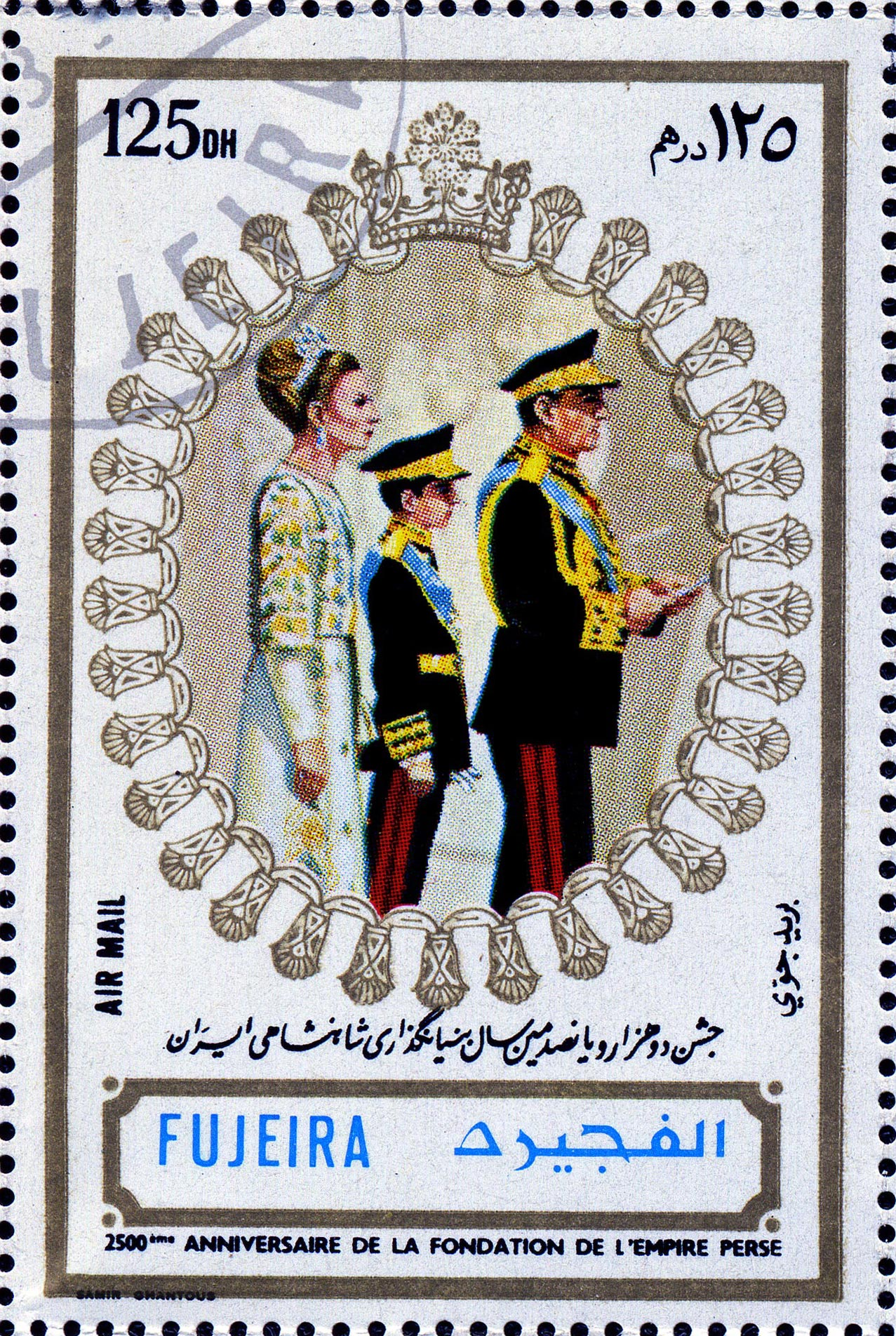
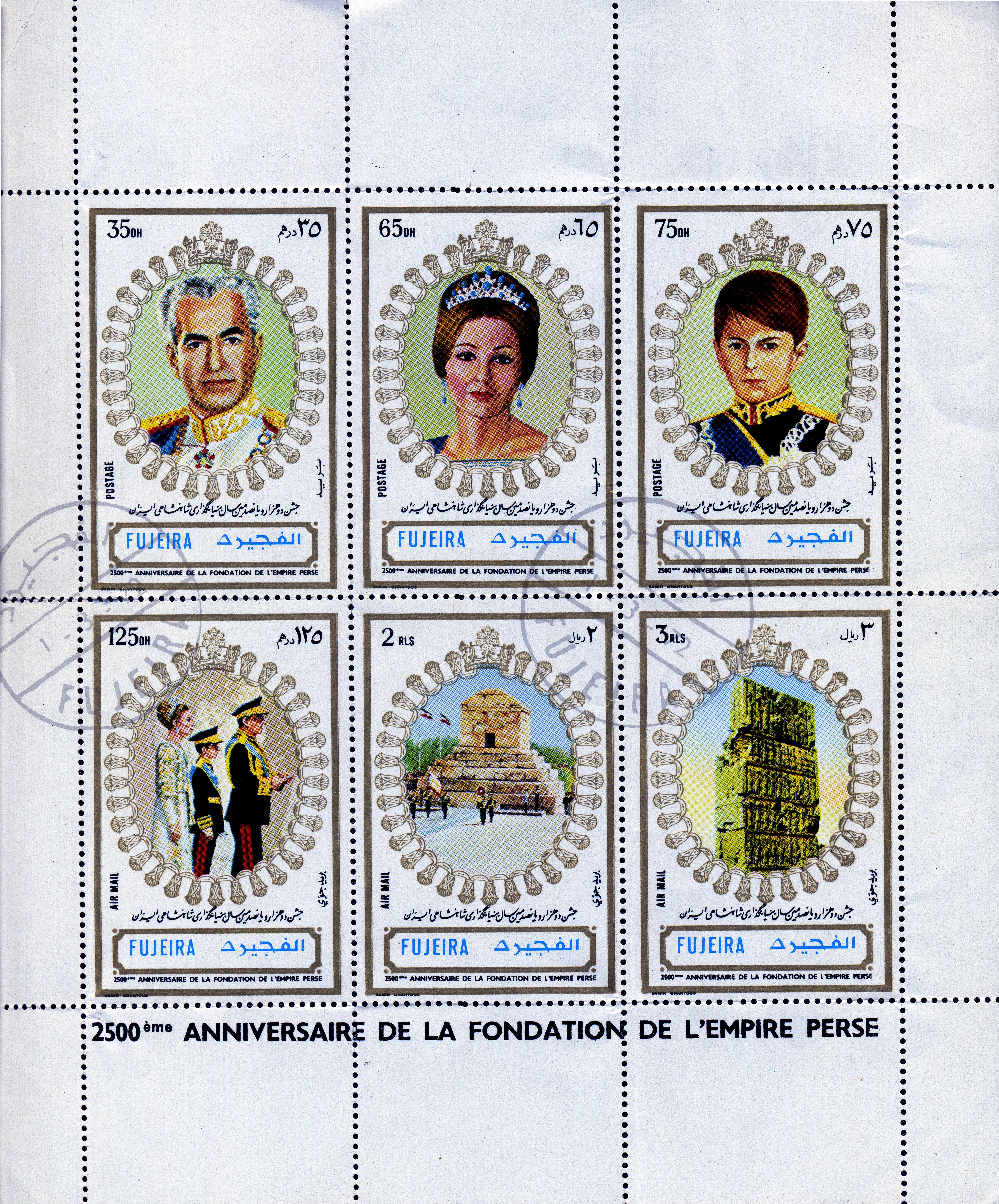
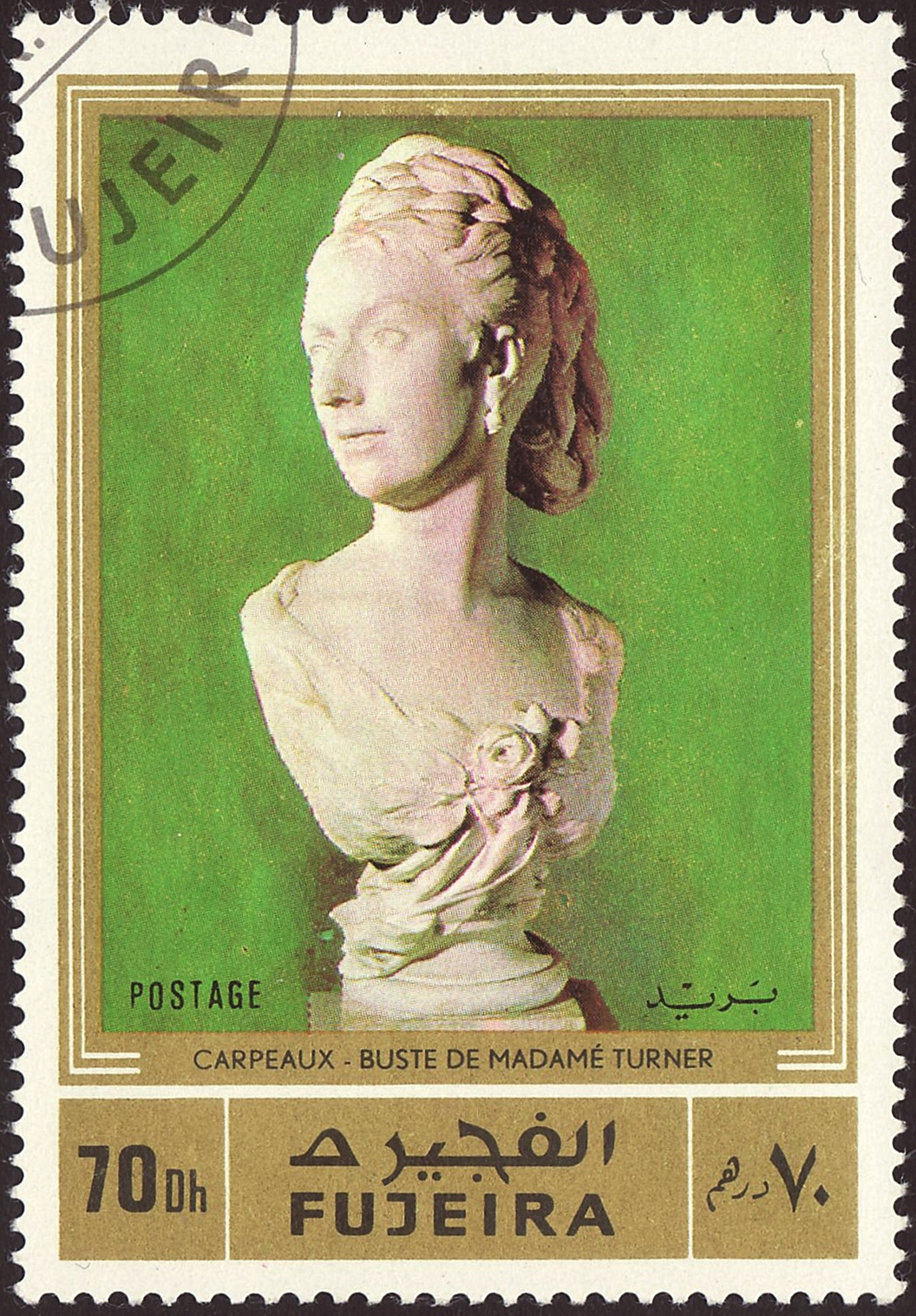
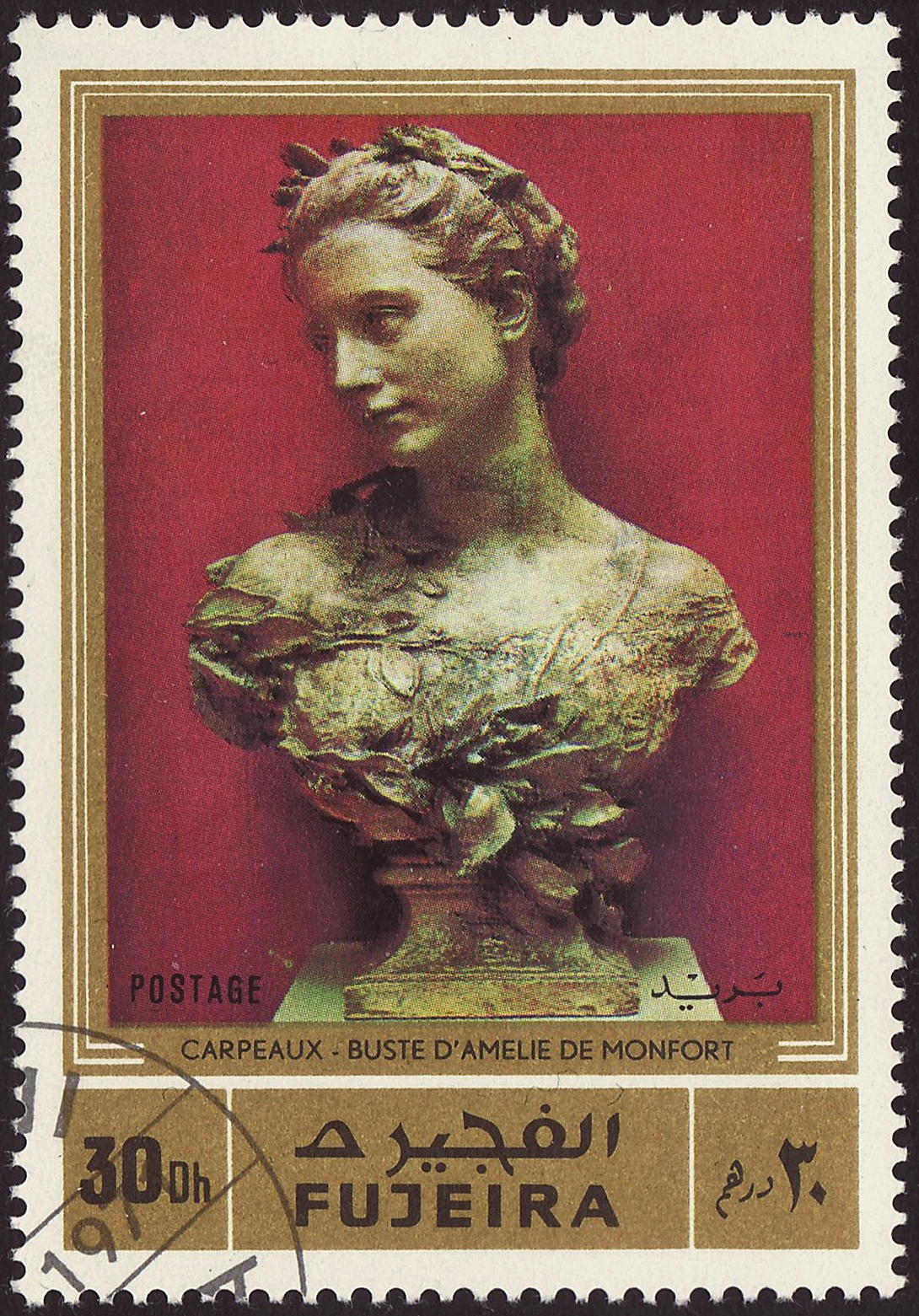
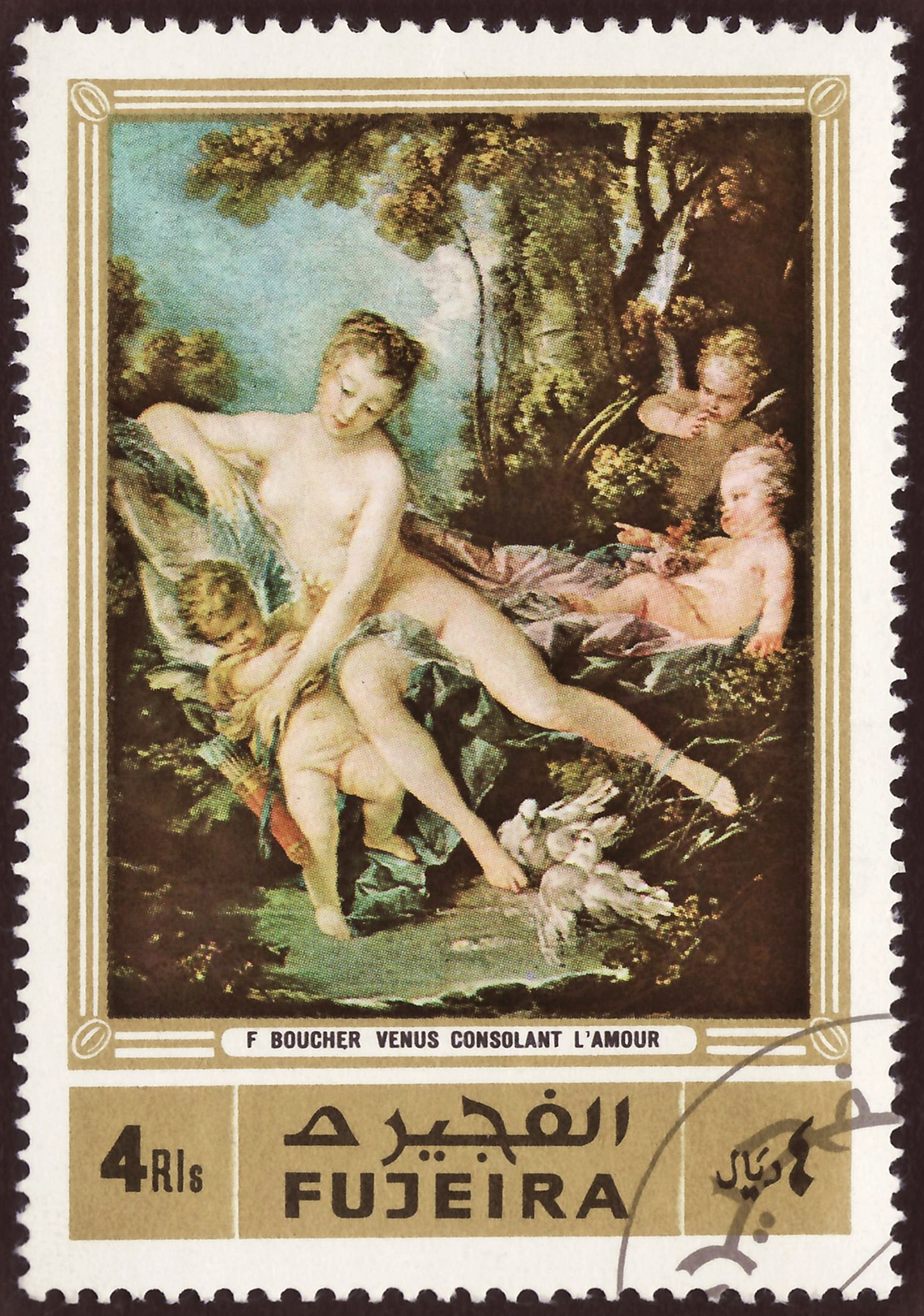